# Список эпизодов телесериала «Новичок»
«Новичо́к» (англ. The Rookie) — американский детективный телесериал, созданный Алекси Хоули для телеканала ABC. Фильм основан на реальных событиях. Изначально планировалось 13 серий, но в начале ноября 2018 года ABC заказал семь дополнительных эпизодов. В мае 2019 года сериал был продлен на второй сезон, который стартовал 29 сентября и также состоял из 20 серий. 21 мая 2020 года телеканал ABC продлил телесериал на третий сезон. 14 мая 2021 года стало известно о продлении сериала на четвёртый сезон. Премьера четвёртого сезона состоялась 26 сентября 2021 года. Премьера пятого сезона состоялась 26 сентября 2022 года.

## Обзор сезонов
| Сезон | Сезон | Эпизоды | Оригинальная дата показа | Оригинальная дата показа |
| Сезон | Сезон | Эпизоды | Премьера сезона          | Финал сезона             |
| ----- | ----- | ------- | ------------------------ | ------------------------ |
|       | 1     | 20      | 16 октября 2018          | 16 апреля 2019           |
|       | 2     | 20      | 29 сентября 2019         | 10 мая 2020              |
|       | 3     | 14      | 3 января 2021            | 16 мая 2021              |
|       | 4     | 22      | 26 сентября 2021         | 15 мая 2022              |
|       | 5     | 22      | 26 сентября 2022         | 2 мая 2023               |
|       | 6     | 10      | 20 февраля 2024          | 22 мая 2024              |
|       | 7     | 18      | 7 января 2025            | 13 мая 2025              |

## Список эпизодов

### Сезон 1 (2018—2019)
| № общий | № в сезоне | Название                                                 | Режиссёр          | Автор сценария                | Дата премьеры   | Произв. код | Зрители в США (млн) |
| --- | ---------- | -------------------------------------------------------- | ----------------- | ----------------------------- | --------------- | ----------- | ------------------- |
| 1 | 1          | «Пилотная серия» «Pilot»                                 | Лиз Фридлендер    | Алекси Хоули                  | 16 октября 2018 | 101         | 5.43                |
| Джон Нолан – 45-летний разведённый строитель. Став свидетелем ограбления банка в своем маленьком городе, он решает изменить жизнь и переезжает в Лос-Анджелес, чтобы стать полицейским. Коллеги-офицеры настороженно относятся к поступку Нолана, в частности, сержант Уэйд Грей считает это проявлением кризиса среднего возраста. Наставником Нолана становится Талия Бишоп. Первые дела Нолана — бытовой спор, неуравновешенный отец, который оставляет своего ребёнка в запертой машине в жаркий день, и сбежавший преступник. Вместе с Ноланом в часть поступают ещё два новичка — Джексон Уэст, сын высокопоставленного офицера полиции Лос-Анджелеса, стремящийся оправдать фамилию, и Люси Чен, которая стала полицейским вопреки желанию родителей-психотерапевтов. У Люси с Ноланом роман, но они вынуждены держать его в тайне, так как это может повредить карьере. Наставником Люси становится Тим Брэдфорд, привыкший к авторитарному стилю обучения. В первый же день Брэдфорда ранят на глазах Люси. Наставник Уэста Анджела Лопес тем временем понимает, что её подопечный боится перестрелок и впадает в ступор в минуты опасности, что угрожает не только его жизни, но и её. |            |                                                          |                   |                               |                 |             |                     |
| 2 | 2          | «Экспресс-курс» «Crash Course»                           | Адам Дэвидсон     | Алекси Хоули                  | 23 октября 2018 | 102         | 4.54                |
| Капитан Андерсон удивлена, почему при последней операции Уэст не произвел ни одного выстрела. Лопес прикрывает его, но твердо намерена вывести его из ступора. Она заставляет его справиться с буйным наркоманом, а после ему приходится в одиночку вступить в схватку с опасным преступником. Пока Брэдфорд восстанавливается после ранения, Люси дали нового наставника – Скотта Ригли. Он предпочитает держаться в стороне от опасных заданий, целый день просто выписывая штрафы. Брэдфорд, которого Люси встречает в кафе, ставит её перед выбором — так же пассивно, как Ригли, ждать конца рабочего дня или рискнуть и попытаться предотвратить реальное преступление. Нолан убеждает женщину не совершать самоубийство, но в процессе погони повреждает машину. В качестве наказания ему выдают старый ржавый автомобиль. Нолан и Бишоп расследуют похищение женщин. Поймав подозреваемого, Нолан в ярости избивает его, но Бишоп останавливает его. Бишоп узнает об отношениях Люси и Нолана и предупреждает девушку, что это может разрушить её карьеру. Она советует Люси бросить Нолана. |            |                                                          |                   |                               |                 |             |                     |
| 3 | 3          | «Хороший, плохой, злой» «The Good, the Bad and the Ugly» | Грег Биман        | Лиз Алпер и Элли Сиберт       | 30 октября 2018 | 103         | 4.53                |
| Нолан и Бишоп преследуют группу грабителей в электричке. Нолан на секунду отвлекается от сумки с украденными деньгами и её похищает уличный музыкант. Полицейские узнают, что задержанные грабители являются частью большой банды и начинают поиск остальных преступников. Брэдфорд возвращается на службу. Они с Люси снова сталкиваются с женой Брэдфорда, Изабель. Она когда-то тоже работала в полиции, под прикрытием, но теперь зависима от наркотиков. Уэст и Лопес арестовывают бывшего спортсмена, карьера которого не сложилась. Это заставляет Уэста задуматься, чем он будет заниматься, если не сможет стать полицейским. |            |                                                          |                   |                               |                 |             |                     |
| 4 | 4          | «Поменяться местами» «The Switch»                        | Тоа Фрейзер       | Винсент Энджелл               | 13 ноября 2018  | 104         | 4.01                |
| Сержант Грей проверяет новичков, меняя им наставников. Нолан отправляется на дежурство с Лопес, Уэст — с Брэдфордом, а Чен — с Бишоп. За время дежурства им нужно узнать личный секрет своего нового наставника. Новичок, узнавший лучший секрет, получит отгул, худший в качестве наказания заработает личные досмотры субботним вечером. Нолан упускает сбежавшего из зала суда преступника и им с Лопес предстоит найти его и вернуть под стражу. Брэдфорд во время перестрелки узнает о страхе Уэста. Он отвозит его к своему знакомому, страдающему агорафобией. Разговор о страхах и о том, как с ними бороться, помогает Уэсту проявить себя во время операции против наркоторговцев. Бишоп и Чен обсуждают отношения Люси и Нолана. Не смотря на то, что все новички узнают секреты своих наставников, они отказываются рассказать их сержанту. Нолан и Чен решают расстаться. |            |                                                          |                   |                               |                 |             |                     |
| 5 | 5          | «Повязать на скорость» «The Roundup»                     | Нельсон МакКормик | Маркус Блэк                   | 20 ноября 2018  | 105         | 4.10                |
| Наставники начинают ежегодное соревнование - кто из новичков за смену арестует больше преступников. Брэдфорд хочет стать победителем и подкупает диспетчера, чтобы он отдавал им самые сложные вызовы. Такой подход не нравится Чен. Уэст с головой уходит в соревнование, желая проявить себя. В академии он всегда был лучшим во всем и хочет, чтобы так было и в полиции. Бишоп отказывается участвовать в соревновании, заявляя Нолану, что от их работы зависят жизни людей и это не повод для развлечения. |            |                                                          |                   |                               |                 |             |                     |
| 6 | 6          | «Хоук» «The Hawke»                                       | Тимоти Басфилд    | Фредрик Котто                 | 27 ноября 2018  | 106         | 4.38                |
| Нолан узнает, что у его преподавателя из академии Джереми Хоука сложные времена. Он разводится, на работе тоже неприятности. Хоук просил капитана Андерсон взять его в штат участка, но она отказала, решив, что он слишком нестабилен. Приехав на очередной вызов, Нолан и Бишоп узнают, что полицию вызвала бывшая жена Хоука. Накануне Хоук ворвался к ней в дом и избил её ухажера. Полицейские начинают погоню. Поймать преступника невероятно сложно, ведь Хоук сам полицейский и знает все приёмы своих бывших коллег. К тому же Хоук берёт с собой сына, что затрудняет его поимку. Тем временем Уэст и Лопес пытаются узнать, кто и как на самом деле ранил в голову подростка. У парня и его отца есть убедительная версия, но полицейские видят, что те скрывают правду. Брэдфорд учит Чен проводить обыск и предугадывать поведение преступника. |            |                                                          |                   |                               |                 |             |                     |
| 7 | 7          | «В полицейской машине» «The Ride Along»                  | Чери Ноулан       | Роберт Белла                  | 4 декабря 2018  | 107         | 4.20                |
| Голливудский режиссёр Руперт Пейн хочет провести день с полицейскими, чтобы лучше узнать их работу и показать её в своих новых фильмах. Он отправляется на дежурство вместе с Ноланом и Бишоп. Нолан в восторге, поскольку является поклонником режиссёра, Бишоп же понимает, что могут возникнуть проблемы. Полицейским удается разоружить молодого человека с задержкой психического развития, но режиссёр предлагает его семье помощь, чем провоцирует новый конфликт. Лопес узнаёт, что её могут повысить до детектива. Увлекшись этой мечтой, она отпускает мелких правонарушителей в обмен на их показания против более серьёзных преступников. Но её тактика проваливается и фактически ставит крест на её мечте стать детективом. Жену Брэдфорда Изабель арестовывают за хранение наркотиков. Брэдфорд оказывается перед выбором — помочь близкому человеку или остаться честным полицейским. |            |                                                          |                   |                               |                 |             |                     |
| 8 | 8          | «Время смерти» «Time of Death»                           | Майкл Гои         | Бринн Мэлоун                  | 11 декабря 2018 | 108         | 4.27                |
| Нолан преследует грабителя и убивает его при самообороне. В отделе начинается расследование этого инцидента. Изабель, жена Брэдфорда, соглашается на сделку со следствием. Она надевает прослушку и идёт на встречу с крупным наркодилером. Внезапно связь с ней прерывается. Ворвавшиеся в помещение полицейские находят только прослушку и кровь на полу. Чен проводит ночь с Ноланом. Она принимает душ, когда в дом проникает брат убитого грабителя и нападает на Нолана. В темноте звучит выстрел. |            |                                                          |                   |                               |                 |             |                     |
| 9 | 9          | «Конфронтация» «Standoff»                                | Джон Терлески     | Алекси Хоули                  | 8 января 2019   | 109         | 3.95                |
| Нолан выбрасывает нападавшего в окно и вызывает подкрепление. Чен уезжает, они с Ноланом решают никому не говорить, что она была в доме при нападении, чтобы не ставить её карьеру под угрозу. Изабель находят, ей выстрелили в голову, но она выживет. Отец Джексона, Уэст-старший, расследует нападение в доме Нолана. Он не верит, что Нолан был в доме один и ставит его перед выбором: правда или карьера. Брэдфорд, Бишоп, Чен, Уэст и Лопес тем временем ищут Вэнса — наркоторговца, ранившего Изабель. Они отправляются в дом, где живёт его беременная подруга, не зная, что Вэнс и его люди находятся там же. Вэнс включает «глушилки» в подвале, чтобы полицейские не смогли вызвать подкрепление, и несколько стрелков начинают охоту на героев. Детективы, расследующие покушение на Изабель, не понимая, почему полицейские не выходят на связь, также отправляются в дом. Едва они выходят из лифта, на них нападают. Один из них убит, другой тяжело ранен. Чен вынуждена принимать роды у подруги Вэнса. Уэст и Лопес прорываются в подвал и отключают «глушилки», Бишоп удается вызвать подкрепление. На помощь бросаются все свободные полицейские, в том числе отстраненный Нолан и Уэст-старший. После операции Уэст-старший снимает все подозрения с Нолана. |            |                                                          |                   |                               |                 |             |                     |
| 10 | 10         | «Родная кровь» «Flesh and Blood»                         | Джессика Ю        | Инда Крэйг-Галван             | 15 января 2019  | 110         | 3.83                |
| К Нолану в гости приезжает его сын, Генри. Нолан с удивлением узнает, что он уже успел познакомиться и подружиться с Люси и Джексоном через социальные сети. В участке Генри знакомится с дочерью сержанта Грея, Доминик. Они разговаривают о работе отцов и о том, как переживают за них. Тем временем руководство участка решает тоже выйти на улицы города. Грей отправляется в патруль вместе с Ноланом, а Андерсен – с Люси. Тим и Талия должны будут провести смену вместе, но, поскольку оба привыкли быть старшими и командовать новичками, они никак не могут найти общий язык. Лопес переживает, что ей не с кем пойти на свадьбу брата. Если она придёт одна, мать постарается свести её с парнем, которого давно прочит ей в женихи. Во время перерыва Лопес и Уэст помогают молодому адвокату Уэсли Эверсу задержать преступника, похитившего у него портфель. Во время задержания Анджела и Уэсли постоянно ссорятся, адвокат грозится подать жалобу на действия полицейских. В конце смены он подходит к Анджеле с извинениями, и она приглашает его пойти с ней на свадьбу брата. Во время дежурства выясняется, что большинство полицейских считают Андерсен «кабинетным» руководителем и стремятся её опекать, в то время как на самом деле она служила в морских пехотинцах и не нуждается в защите.                                                                                                  |            |                                                          |                   |                               |                 |             |                     |
| 11 | 11         | «Редвуд» «Redwood»                                       | Сильвен Уайт      | Лиз Алпер и Элли Сиберт       | 22 января 2019  | 111         | 3.84                |
| Герои вынуждены выйти на работу в выходной, потому что в Лос-Анджелес с неожиданным визитом приезжает вице-президент. Чен с Брэдфордом должны убрать с улиц бездомных. Разнимая драку, Чен получает укол использованной иглой. Ей приходится поехать в больницу, чтобы исключить возможное заражение. Лопес и Уэст делают обход дома, заставляя жильцов снять вывешенные в окнах оскорбительные плакаты. Бишоп и Нолан тем временем замечают грабителей и начинают перестрелку с ними. Они просят подмоги, но все полицейские заняты из-за приезда вице-президента. Лопес и Уэст решают прийти им на помощь, поскольку просто стоят за спиной у службы безопасности. Агент, отвечающий за операцию, запрещает им покидать место, но герои ослушиваются приказа. Сержант Грей вступается за них, говоря, что они поступили правильно. Уэст рассказывает Чен о своих семейных проблемах. Нолан переживает из-за того, что бывшая жена продает их дом. |            |                                                          |                   |                               |                 |             |                     |
| 12 | 12         | «Разбитое сердце» «Heartbreak»                           | Кэрол Бенкер      | Винсент Энджелл               | 12 февраля 2019 | 112         | 3.64                |
| День Святого Валентина. Брэдфорд берет отгул, чтобы навестить жену в центре реабилитации. После долгого разговора, они понимают, что Изабель не сможет отпустить прошлое и преодолеть зависимость, если останется с Тимом. Они решают расстаться. Нолан спасает женщину, попавшую в автомобильную аварию. Она рассказывает, что год назад потеряла мужа и горячо благодарит Нолана за спасение, называя его героем. Нолан встречает её несколько раз за день и понимает, что женщина преследует его. Лопес и Уэст допрашивают мужчину, страдающего деменцией. Неожиданно они понимают, что он вовсе не жертва нападения, а сам опасный преступник. Лопес подозревает, что Уэсли встречается не только с ней. Пользуясь служебным положением, она просматривает его телефон. После разговора с Уэсли она понимает, что ошибалась, но он уже не доверяет ей. Нолан устраивает вечеринку в честь Дня Святого Валентина, но из всех коллег прийти на неё смогла только Бишоп. |            |                                                          |                   |                               |                 |             |                     |
| 13 | 13         | «Поймать за кражей» «Caught Stealing»                    | Омар Мадха        | Дэвид Рэдклиф                 | 19 февраля 2019 | 113         | 3.54                |
| Чен и Брэдфорд расследуют дело о похищенных эмбрионах. Лопес показывает Уэсту разницу между законом и справедливостью. Бишоп и Нолан выезжают на аварию и обнаруживают водителя с ножевым ранением. Неожиданно он сбегает из машины скорой помощи. Позже они видят водителя в участке. Оказывается, это полицейский, работающий под прикрытием в наркокартеле. Он рассказывает, что ночью состоится передача миллиона долларов. Новички участвуют в операции по задержанию наркоторговцев и им поручают стеречь деньги до того, как приедут специальные служащие, которые пересчитают и заберут всю сумму. Утром выясняется, что пропало 250000$. Новички проходят проверку на полиграфе, чтобы доказать, что они непричастны к пропаже денег. На Чен нападают представители картеля. Они хотят узнать, куда исчезли деньги. Чен успевает позвонить и предупредить Нолана и Уэста, те вызывают подмогу и бросаются ей на помощь. Неожиданно Чен узнает одного из нападавших по необычной обуви — он был неподалеку от места спецоперации перед приходом полицейских, в его руках была большая сумка. Именно он забрал деньги, поскольку о спецоперации его предупредил полицейский под прикрытием. Разоблаченный наркоторговец убивает своих сообщников и нападает на Чен, но ей удается справиться с ним. Нолан решает платить своему другу Бену за жилье, поскольку бесплатное проживание может навредить его карьере. |            |                                                          |                   |                               |                 |             |                     |
| 14 | 14         | «День в штатском» «Plain Clothes Day»                    | Майкл Гои         | Теренс Пол Винтер             | 26 февраля 2019 | 114         | 3.89                |
| Наступает «день в штатском». Это день, когда наставники в обычной одежде следят за действиями новичков, оценивая их. Новички должны самостоятельно принимать решения, не ожидая помощи от наставников. Уэст хочет побить рекорд своего отца, но оказывается занят бумажной работой в участке. Чен нервничает и совершает ошибку, которая может стоить ей карьеры. Нолан признается Бишоп, что хочет продвинуться до должности детектива за 5 лет. |            |                                                          |                   |                               |                 |             |                     |
| 15 | 15         | «Охота» «Manhunt»                                        | Билл Джонсон      | Роберт Белла                  | 5 марта 2019    | 115         | 4.51                |
| Сержант Грей приглашает частного консультанта, бывшего агента ФБР Джессику Руссо. Она учит полицейских вести переговоры с террористами. Во время перевозки заключённых происходит авария и на свободе оказывается сразу несколько опасных преступников. Полицейским нужно поймать их, пока они не успели покинуть город. На руках Нолана умирает один из тюремных охранников. Он просит Нолана передать Бет, что любит её, но Нолан никак не может найти эту самую Бет. Один из пойманных заключённых рассказывает Уэсту, что его отец когда-то не гнушался использовать грязные методы в работе. Брэдфорд решает сдать экзамен на сержанта. Джессика оставляет Нолану свой номер телефона. |            |                                                          |                   |                               |                 |             |                     |
| 16 | 16         | «Под прицелом» «Greenlight»                              | Валери Уайсс      | Бринн Мэлоун                  | 19 марта 2019   | 116         | 4.24                |
| Отдел собственной безопасности проводит выборочные проверки полицейских. Брэдфорд в ярости, он считает недопустимым, что полицейские ведут охоту на своих же коллег. Чен узнает, что у Брэдфорда давний конфликт со службой безопасности — он когда-то скрыл, что Изабель употребляет наркотики. Анджела встречает в участке Уэсли и предлагает ему снова встречаться. Уэсли отказывается. При аресте молодой женщины Нолан случайно рвет её платье, так, что окружающим становится видна её грудь. Девушка спрашивает номер его жетона, и он отвечает, решив, что это одна из проверяющих, а платье было специально надорвано заранее. Вечером на стоянке на Нолана нападают. Девушка оказалась женой некоего Коула, одного из лидеров банды Южный фронт. Тот заказал Нолана и теперь на него идёт охота. Нолан может остаться дома, под охраной, или выйти на обычное дежурство. Нолан выбирает дежурство, с ним вместе едет капитан Андерсон. На одном из вызовов их ждут Коул и сообщники. Они похищают Андерсен и Нолана. Андерсен смертельно ранят. Уэсли, узнавший о смерти Андерсен, звонит Анджеле, выражает сочувствие и говорит, что хотел бы снова встречаться с ней. Коул уверен, что полицейские убьют его при задержании, чтобы отомстить за капитана, но Нолан арестовывает его и зачитывает права. |            |                                                          |                   |                               |                 |             |                     |
| 17 | 17         | «Новые правила» «The Shake Up»                           | Стив Робин        | Алекси Хоули                  | 26 марта 2019   | 117         | 4.24                |
| Джессика организует Нолану новое задание – он должен охранять в секретном месте важного свидетеля. Бишоп отказывается ехать, считая задание скучным, вместо неё с Ноланом отправляется Брэдфорд. В участке появляется новый капитан, раздающий бессмысленные и глупые указания. Чен узнает, что на её отца напали во время сеанса психотерапии. Она пытается убедить его заявить на напавшего пациента, но тот отказывается. Город сотрясает землетрясение, полицейские срочно выходят на улицу, чтобы помочь пострадавшим и предотвратить мародерство. На Нолана и Брэдфорда нападают в убежище и они понимают, что свидетель заодно с преступниками. |            |                                                          |                   |                               |                 |             |                     |
| 18 | 18         | «В тылу» «Homefront»                                     | Эйприл Маллен     | Билл Ринир и Натали Каллаган  | 2 апреля 2019   | 118         | 3.91                |
| На Нолана подают в суд за то, что он толкнул прохожего во время задержания преступника. Профсоюз выделяет ему адвоката Саймона Паркса, но Нолан с ужасом узнает, что для Паркса это первое дело. Одного из детективов арестовала служба собственной безопасности, поэтому в участке идёт проверка всех дел. Лопес и Уэст пытаются помочь женщине, которую по вине арестованного детектива посадили за чужое преступление. Уэст разговаривает с отцом о том, использовал ли тот грязные методы в своей работе. Уэст-старший уверяет, что такого не было, но Джексон не верит ему. Бишоп навещает Дилана — приёмного брата, которого не видела много лет, когда-то её усыновили и их судьбы разошлись. Дилан недавно вышел из тюрьмы и Бишоп боится, что он снова совершит преступление. К тому же, при поступлении в полицию Бишоп скрыла, что у неё есть брат преступник. Она пытается помешать Дилану с сообщниками совершить ограбление, но те обезоруживают её и похищают. В последний момент Дилан мешает сообщнику убить сестру. Бишоп рассказывает сержанту Грею о том, что скрыла правду. |            |                                                          |                   |                               |                 |             |                     |
| 19 | 19         | «Список» «The Checklist»                                 | Джон Фортенберри  | Элизабет Белл и Фредрик Котто | 9 апреля 2019   | 119         | 3.63                |
| За несколько дней до выпускного экзамена новичков Брэдфорд и Лопес сообщают, что Чен и Уэсту все ещё предстоит раскрыть семь и четыре вида преступлений соответственно, и они должны сделать это в течение следующих 48 часов. Поскольку за Нолана не числится нераскрытых преступлений, его назначают дежурным по кабинету, в то время как Талия Бишоп занимается внутренними делами, но вместо этого он просит поработать с Вулфом. Находясь на улицах, Чен и Уэст натыкаются на Бена, который стал последней жертвой группы угонщиков автомобилей. Нолан заканчивает тем, что помогает поймать воров и пытается оправдать Бишоп перед Отделом внутренних дел. Эпизод заканчивается тем, что Бишоп предлагают возможность стать кротом для IA, и Нолан рассказывает Бену как о травме, которую он перенёс после ограбления банка, увиденного в пилотном эпизоде, так и о том, как он пережил это. |            |                                                          |                   |                               |                 |             |                     |
| 20 | 20         | «В свободном падении» «Free Fall»                        | Майкл Гои         | Алекси Хоули                  | 16 апреля 2019  | 120         | 4.06                |
| В день важного для новичков экзамена изолированная террористическая ячейка планирует использовать вирус, превращённый в оружие, что угрожает сорвать продвижение новичков, а также поставить под угрозу личные отношения Нолана. Реагируя на угрозу, Брэдфорд под риском заразиться этим вирусом, в то время как Джессика стреляет в сдавшегося террориста. Нолан это видит, и его это мучит. Тем временем Лопес и Джексон также спасают нескольких человек в автобусе, задержав второго террориста, что позволяет Джексону помириться со своим отцом по поводу их предыдущей ссоры. Как только вирус локализован, Брэдфорд получает дозу экспериментальной вакцины, но затем теряет сознание, выйдя из дома. |            |                                                          |                   |                               |                 |             |                     |

### Сезон 2 (2019—2020)
| № общий | № в сезоне | Название                                     | Режиссёр          | Автор сценария                    | Дата премьеры    | Произв. код | Зрители в США (млн) |
| --- | ---------- | -------------------------------------------- | ----------------- | --------------------------------- | ---------------- | ----------- | ------------------- |
| 21 | 1          | «Последствия» «Impact»                       | Майкл Гои         | Алекси Хоули                      | 29 сентября 2019 | 201         | 4.11                |
| Офицеры борются с последствиями нападения на город Лос-Анджелес, оставляя Брэдфорда бороться за свою жизнь. Пока его доставляют в больницу, третий террорист устраивает засаду... Спустя две недели выясняется, что Бишоп уволилась из полиции Лос-Анджелеса и присоединилась к ATF в качестве специального агента, а Нолан переезжает в новый дом. Новобранцы получают результаты экзаменов. Лучший результат у Нолана (97), а худший у Уэста (81). По жизни отличник, Уэст очень очень разочарован и удручён. Сотрудники узнают о плане с участием фальшивых полицейских, после того как Нолан и Грей становятся свидетелями ограбления магазина полицейской одежды. Позже они находят тело одного из грабителей. Чен видит, как фальшивый полицейский крадёт рацию, но у неё не получается задержать его и тот убегает. Затем сотрудницу уголовного суда похищают прямо в здании, но Нолан спасает её, обезвреживая лже-полицейского, которого упустила Чен. Брэдфорд, Чен, Лопес и Уэст также арестовывают других лже-полицейских после перестрелки. Грей понижает Уэста в должности, так как он разочарован речью Уэста, произнесённой перед группой курсантов, когда он ещё находился под впечатлением полученной оценки. |            |                                              |                   |                                   |                  |             |                     |
| 22 | 2          | «Ночной генерал» «The Night General»         | Роб Боумен        | Фредрик Котто                     | 6 октября 2019   | 202         | 3.83                |
| Теперь Нолан служит под руководством детектива Армстронга, у которого есть свои секреты, а Уэст арестовывает за наркотики своего домовладельца, но вынужден искать другое жилье – так как его прежняя квартира стала местом преступления. Тим и Чен реагируют на звонок обеспокоенной матери, два сына которой собрались проверять на прочность купленные в интернете бронежилеты. Во время дежурства Нолан встречается со своей бывшей возлюбленной, которая работает дежурным врачом в больнице Шон Мемориал. Отец жертвы убийства расправляется с одним из убийц и собирается повеситься, залив второго убийцу бетоном. Перед Ноланом выбор – отговорить его или помочь Армстронгу спасти убийцу. Уэст не готов переехать в трейлерный парк Смитти, но Чен предлагает ему занять пустующую комнату в её квартире |            |                                              |                   |                                   |                  |             |                     |
| 23 | 3          | «Пари» «The Bet»                             | Барбара Браун     | Кори Миллер                       | 13 октября 2019  | 203         | 3.60                |
| Уже ставший офицером Нолан неожиданно для себя самого разрывается между отношениями с Джессикой и все укрепляющейся связью с Грейс. Одновременно герой расследует опасное и громкое дело с участием агента внутренней безопасности. Уэста назначают на один день к офицеру Смитти. Борясь с ленью и неактивностью Смитти, Уэст затевает проверку подозрительной компании. Убегая, один из подозреваемых скидывает в ближайший двор пистолет, который подбирает маленький мальчик и случайно убивает свою мать. Чен решает вмешаться в личную жизнь Брэдфорда, и на пари устраивает его свидание со своей подругой. Ставка – форма с коротким рукавом, право на ношение которой она по факту уже заработала своим экзаменом. |            |                                              |                   |                                   |                  |             |                     |
| 24 | 4          | «Воины и хранители» «Warriors and Guardians» | Лиза Демен        | Бринн Мэлоун                      | 20 октября 2019  | 204         | 3.76                |
| Трудный день для всех новичков. Первый день офицера Нолана с новым куратором, Найлой Харпер, начинается с конфликта. Его смущает её экстремистская полицейская тактика, особенно при расследовании мелких правонарушений и он не собирается отступать. В это время Брэдфорд мучительно пытается выбрать достойный подарок для своей новой возлюбленной. Но труднее всего приходится офицеру Лопес: к ней попадает дело, которое способно всколыхнуть самые тёмные воспоминания о её прошлом. |            |                                              |                   |                                   |                  |             |                     |
| 25 | 5          | «Жёсткая любовь» «Tough Love»                | Рэйчел Фельдман   | Винсент Энджелл                   | 27 октября 2019  | 205         | 3.24                |
| Новичкам предстоит ответственное и сложное задание – завести полезные знакомства в преступном мире и заполучить под своё крыло своих первых информаторов, которые в будущем могли бы облегчить им работу в полиции. В дом офицера Чен внезапно заявляется её мать, чем сильно усложняет личную жизнь молодой девушки, а Нолан узнаёт о помолвке сына Генри с его девушкой Эбигейл. Нолан теряет после операции против наркодилеров своего первого информатора и Армстронг помогает ему, подкинув список потенциальных информаторов, а так же копается в прошлом Эбигейл. Новый информатор Нолана – фальшивомонетчик и у Нолана новое дело о фальшивых документах. Неожиданно дело оказывается не таким, как выглядело. Брэдфорд с Чен ищут информатора среди скупщиков краденого и выходят на девушку, сдающую в ломбард вещи мачехи в отместку за жестокое обращение. Лопес и Уэст пытаются переменить информатора ФБР. |            |                                              |                   |                                   |                  |             |                     |
| 26 | 6          | «Радиоактивные осадки» «Fallout»             | Билл Джонсон      | Роберт Белла                      | 3 ноября 2019    | 206         | 3.50                |
| Лос-Анджелес погружается в хаос: в городе объявляют чрезвычайную ситуацию в связи с приближающейся ракетной атакой. Офицеры занимаются урегулированием ситуаций, а также справляются со своими собственными бедствиями. Нолан присутствует на судебном заседании по испытательным срокам заключённых, и ему вместе Руссо и Эверс приходится успокаивать людей. Все они прячутся в убежище от наступающей угрозы, а Нолан и Руссо усмиряют двух заключённых, которые пытаются сбежать. Харпер забирает свою дочь из школы и просит Рейчел присмотреть за ней. Брэдфорд и Чен помогают владельцу магазина разобраться с мародерами, а Лопес и Уэст помогают спасти нескольких человек, которые готовятся спрыгнуть со здания. Бывший муж Харпер в ярости на неё за то, что она забрала их дочь, и хочет, чтобы её арестовали, но Нолан помогает убедить его, что она изменилась к лучшему. Уэсли Эверс получил ножевое ранение от одного из заключённых во время попытки побега и был госпитализирован, но выжил после полученных травм. |            |                                              |                   |                                   |                  |             |                     |
| 27 | 7          | «Защита» «Safety»                            | Сильвен Уайт      | Теренс Пол Винтер                 | 10 ноября 2019   | 207         | 3.73                |
| Отношения между Ноланом и Джессикой становятся намного сложнее после того, как она сообщает о задержке её регулярного цикла. Нолан также помогает Грейс в больнице на встрече для будущих мам, где он помогает усмирить неуправлямого бойфренда одной из женщин. Лопес временно уволилась из полиции после ножевого ранения Эверса, и устраивается на работу в частную охрану, сопровождая высокопоставленного бизнесмена. Офицеры Брэдфорд и Уэст также помогают «Уоттс Рэмс» в качестве тренеров-добровольцев, и помогают спасти мать одного из звёздных игроков команды от нескольких вооружённых похитителей. Чен и Харпер назначены работать вместе, и у них возникает несколько разногласий, пока они не начинают работать сообща, чтобы обезвредить серийного террориста. Нолан и Руссо расстаются в конце эпизода, поскольку Нолан не готов иметь больше собственных детей |            |                                              |                   |                                   |                  |             |                     |
| 28 | 8          | «Чистый срез» «Clean Cut»                    | Тоа Фрейзер       | Мэри Трахан                       | 17 ноября 2019   | 208         | 3.61                |
| Нолан начинает свой день рождения с того, что присматривает за местом преступления в адвокатской конторе. Он встречает Эллроя Бассо, профессионального уборщика, и им приходится скрываться от двух преступников, вернувшихся на место преступления в поисках тайника с деньгами. Тем временем офицер Брэдфорд совершает ДТП, въехав во время патрулирования во впереди стоящий автомобиль. Офицер Уэст также подвергается воздействию вещества во время остановки на дороге и начинает вести себя так, как будто он под кайфом. Сержант Грей также патрулирует с офицером Харпер после того, как она просит провести ежегодную оценку досрочно, чтобы повысить свои шансы на получение опеки над дочерью, и Грей замечает её сострадание в общении с почти пьяным водителем, который был в депрессии после диагноза рака. Выясняется, что бойфренд женщины, сидевшей за рулём машины, на которую Брэдфорд совершил наезд, намеренно обманывает людей, чтобы заработать деньги, отключив стоп-сигналы на машине женщины. Брэдфорд и Чен также предотвращают попытку заказного убийства, которое пытается совершить этот человек. Уэста обследуют в больнице, но воздействие вещества не так серьёзно, как первоначально опасались. Брэдфорд и Уэст чисты, так что нет препятствий для получения специальной награды от заместителя начальника. |            |                                              |                   |                                   |                  |             |                     |
| 29 | 9          | «Переломный момент» «Breaking Point»         | Лесли Либмен      | Алекси Хоули и Кори Миллер        | 1 декабря 2019   | 209         | 3.36                |
| Доверие Нолана подвергается испытанию, когда он пытается помочь предыдущему владельцу своего дома воссоединиться со своей семьей. Позже Нолану приходится усмирять и арестовывать его, когда другой мужчина врывается в дом посреди ночи. Тем временем офицер Харпер наконец-то заслужила право на ночной визит к своей дочери, который оказывается под угрозой срыва, когда её прошлая жизнь под прикрытием снова всплывает на поверхность. Нолану также приходится работать под прикрытием, чтобы спасти жизнь Харпер. Брэдфорд и Чен, расследуя убийство, находят потерявшуюся собаку, испачканную в крови, что приводит к тревожному случаю, когда женщина была убита собственным сыном из-за того, что рассталась со своим парнем. Уэсли привлекается в качестве адвоката ребёнка, но ему приходится справляться с посттравматическим расстройством после недавнего ножевого ранения, поскольку в деле фигурирует нож. Лопес и Уэст помогают звёздам полицейской драмы, показывая им надлежащую процедуру полиции Лос-Анджелеса после столкновения с ведущим актёром во время ареста, при этом Уэст находит общий язык с актёром, в то время как Лопес помогает его коллеге по фильму разобраться преследователем. Преследователем оказывается одна из членов съемочной группы. Она успевает выстрелить в Уэста прежде, чем будет разоружена. |            |                                              |                   |                                   |                  |             |                     |
| 30 | 10         | «Тёмная сторона» «The Dark Side»             | Билл Роу          | Алекси Хоули                      | 8 декабря 2019   | 210         | 3.70                |
| Департаменту поручено конвоировать осуждённую серийную убийцу Розалинду Дайер к месту захоронения останков одной из трёх её жертв в обмен на замену её смертного приговора пожизненным заключением. По пути команда предотвращает покушение на неё, а затем они обнаруживают новое тело в могиле жертвы. Нолан обсуждает с Дайер возможность наличия третьей жертвы, поскольку вместе с первоначально убитыми Розалиндой были найдены ещё два тела, убитых кем-то другим. Дайер отказывается им помогать, и команда вынуждена искать новую жертву самостоятельно. Нолану и Харпер удается найти третью жертву живой, но убийце удается скрыться после попытки утопить Нолана в ливневой канализации. Эпизод заканчивается тем, что новый кавалер Чен накачивает её наркотиками в баре, после чего запихивает её на заднее сиденье машины. |            |                                              |                   |                                   |                  |             |                     |
| 31 | 11         | «День смерти» «Day of Death»                 | Дэвид Маквиртер   | Бринн Мэлоун и Фредрик Котто      | 23 февраля 2020  | 211         | 4.92                |
| Чен приходит в себя после действия наркотиков в момент, когда её новый знакомый делает ей татуировку с надписью «день смерти». Весь участок занимается поисками Чен после того, как все они понимают, что не видели её 13 часов. Выясняется, что её кавалер, Калеб Райт, является протеже серийной убийцы Розалинды Дайер. Калеб под дулом пистолета заставляет Чен залезть в бочку, которую закапывает посреди пустыни, но Люси удаётся перед этим бросить кольцо для тех, кто будет её искать. Пока коллеги Чен занимаются её поисками, Калеб похищает Армстронга и отвозит его в дом, принадлежавший дяде Розалинды. Нолан и Харпер следуют за Калебом до дома, где Харпер подстреливает Калеба, смертельно ранив его. Когда Калеб умирает, офицеры рассредоточиваются и ищут рыхлую землю, чтобы найти, где закопана бочка с Чен. Брэдфорд находит кольцо, выкапывает её и делает искусственное дыхание, спасая ей жизнь. Тем временем Лопес и Эверс обсуждают его психическое здоровье после того, как она обнаружила его лежащим без сознания в результате смешивания таблеток с алкоголем. Уэсли решает пойти на работу, увидев через что прошла Чен, и признает, что ему нужно обратиться за помощью. Нолан навещает Розалинду в тюрьме, рассказывая, что они нашли места захоронения других её жертв, а это значит, что сделок больше не будет. Розалинда говорит ему, что обладает ещё одним секретом, который касается Армстронга. Нолан не ведётся на это, но Розалинда знает, что он вернётся. |            |                                              |                   |                                   |                  |             |                     |
| 32 | 12         | «Сейчас и потом» «Now and Then»              | Чи Юн Чунг        | Роберт Белла                      | 1 марта 2020     | 212         | 4.55                |
| Нолан берет невесту своего сына Эбигейл на прогулку вместе с Брэдфордом после того, как она признается, что хочет быть полицейским. Брэдфорд предлагает замолвить за неё словечко в полицейской академии, но говорит Нолану, что она не сможет стать полицейским из-за её судимости. Харпер предлагает Брэдфорду поменяться новичками на неделю, чтобы поработать с выздоравливающей Чен. Чен изо всех сил пытается снова доверять своему суждению, поэтому Харпер и Лопес водят её на экспресс-свидания, чтобы попытаться вернуть ей здравый смысл. Чен срывается, когда один из мужчин на мероприятии дергает за свободную нитку на её свитере, бросая его на землю. Чен говорит, что Харпер никогда не поймет, через что она прошла, но Харпер позже рассказывает, что её изнасиловал её куратор из Калифорнийского университета, и намекает, что она отправила его на досрочную пенсию, сбросив с лестницы. |            |                                              |                   |                                   |                  |             |                     |
| 33 | 13         | «День глухарей» «Follow-up Day»              | Лиз Фридлендер    | Алекси Хоули                      | 8 марта 2020     | 213         | 5.12                |
| Нолан узнает о смерти отца, и адвокат отправляет ему наследство, в которое входит старая машина. У новичков и их инструкторов контрольный день, и им назначаются незаконченные дела. Нолан и Харпер расследуют ограбление лотерейных билетов, в результате которого также погибла жена владельца магазина. Зацепки приводят их в стрип-клуб, где танцовщица на шесте Честити узнает подозреваемого, которого они ищут, Такера Новака, на записи с камер видеонаблюдения. Новак указывает им на Кольта Генри после ареста. Они находят Кольта на вокзале, он прибывает из Сакраменто. Пытаясь сбежать, Кольт держит под прицелом младенца, в то время, как Нолан убеждает его сдаться. Уэст и Лопес расследуют кражу статуи, которую они находят лежащей над предполагаемым вором, когда они ходят от двери к двери по соседству. Вернувшись в участок, Лопес встречает мать Уэсли, которая была арестована за хранение нелицензионного оружия. Уэсли принимает участие в деле и узнает, что его мать получила пистолет от Кристиана Робертса, за которым числится целый список вооружённых ограблений. Лопес и Уэст выслеживают Робертса и арестовывают его после того, как он пытается сбежать. Брэдфорд и Чен расследуют дело об отмывании денег с участием Невина Купера, который прошел реабилитацию и работает в местной пекарне, но все ещё в долгу перед своей бывшей бандой. Столкнувшись с тем, что Куперу, по-видимому, угрожает банда, Брэдфорд пытается договориться с их лидером Маркелом, чтобы тот оставил Купера в покое, но получает отказ. Позже им удается устроить Купера на постоянную работу в пекарню, заставляя банду искать отмывание денег в другом месте, потому что сюда регулярно наведываются полицейские. Брэдфорд получает результаты экзамена на сержанта, но отказывается от предложения начать обучение в Северном Голливуде в пользу окончания обучения Чен. Нолан встречает своего сводного брата Пита во время работы над его и Харпер делом, который дважды угоняет унаследованную Ноланом машину, но в итоге им удается поладить. |            |                                              |                   |                                   |                  |             |                     |
| 34 | 14         | «Жертвы» «Casualties»                        | Сильвен Уайт      | Билл Ринир                        | 15 марта 2020    | 214         | 5.17                |
| Лопес и Уэста вызывают к мужчине, который ранен в макушку и, кажется, бредит. Брэдфорда и Чена вызывают к супружеской паре, жена сообщает, что её преследует беспилотник. Муж заходит слишком далеко, сбивая беспилотник в следующий раз, когда он появляется. Мальчик, управлявший беспилотником и ответственный за это, показывает отснятый материал сержанту Грею, который сообщает Нолану и Харперу, что их дело и дело Лопес и Уэста раскрыты не выходя из кабинета. Нолан и Харпер преследуют подозреваемого на складе, где обнаруживают тело. Они обыскивают гостиничный номер жертвы и сталкиваются с ветераном войны в Афганистане, который пытается сбежать до прибытия Брэдфорда и Чен. Выясняется, что Брэдфорд тоже ветеран и был командиром Митча, когда они служили вместе. Вместе с Армстронгом они снова обыскивают склад в поисках доказательств наличия фальшивых денег, о которых рассказал Митч, но склад пуст. Сержант Грей, по приказу вышестоящего начальства, приказывает им оставить это дело в покое. Брэдфорд не может оставить это просто так и звонит в LA Clear. Он узнает, что за подделкой, связанной с текущей операцией, стоит DIA. В дом Нолана проникает Норман Джангус, главный руководитель операции, и настоятельно рекомендует ему уговорить остальных отступиться. Брэдфорд, Чен, Харпер и Нолан игнорируют предупреждение и отправляются в доки в поисках новых фальшивок. Когда фальшивки обнаружены, появляется Джангус и его команда. Брэдфорд заставляет Джангуса выдать убийцу Джо Делакруса, и согласен в обмен на это забыть про партию фальшивых долларов. Чен решает завести собаку, к большому неудовольствию Уэста. Однако позже она отдаёт собаку Брэдфорду, решив, что ещё не готова к содержанию и воспитанию щенка. |            |                                              |                   |                                   |                  |             |                     |
| 35 | 15         | «Рука на отсечение» «Hand-Off»               | Майкл Гои         | Винсент Энджелл и Мэри Трахан     | 22 марта 2020    | 215         | 5.18                |
| Личность Нолана украдена, и он работает над восстановлением своего кредитного рейтинга, чтобы остаться полицейским и вернуть свои деньги для финансирования обучения Генри в колледже. Он и Харпер могут выследить похитителя личных данных (Сета Грина), используя одну из покупок, сделанных под именем Нолана, но позже им приходится выслеживать его, когда один из тех, чью личность он украл, похищает его, чтобы вернуть деньги и отрубить ему руку. Нолану и Харпер удается спасти воришку, и в благодарность он дарит Нолану секретную коллекцию комиксов, которую он купил на его деньги, чтобы он мог вернуть их назад. Сержант Грей и Лопес отправляются в тюрьму Ломпок, чтобы дать показания на слушании по условно-досрочному освобождению человека, который стрелял в Грея и его напарника Денниса Роуланда, умершего на руках Лопес в её первый день работы, о чём Лопес все ещё снятся кошмары, хотя она отмечает, что они уже не такие страшные, как раньше. По дороге туда Лопес рассказывает, что она почувствовала запах алкоголя в дыхании Роуланда, когда он умирал, что потрясло Грея, поскольку он считал, что Роуланд был трезв в течение четырёх месяцев. Несмотря на то, что мужчине было отказано в условно-досрочном освобождении, Грей голосует за условно-досрочное освобождение после общения с мужчиной и его сыном. Пока Грей и Лопес находятся на слушании, Уэсту поручено убедиться, что участок соответствует всем рекомендациям, в ходе проверки которых он находит незаконченное нераскрытое дело о вандализме, которое приводит к раскрытию убийства. Брэдфорд знакомится с отцом Рэйчел, бывшим шерифом маленького городка, который говорит, что не хочет, чтобы его дочь выходила замуж за полицейского, тем более что есть вероятность, что у Рэйчел может быть болезнь Хантингтона. |            |                                              |                   |                                   |                  |             |                     |
| 36 | 16         | «Ночное дежурство» «The Overnight»           | Стефани Марквардт | Кори Миллер и Рейчел Сеймур       | 5 апреля 2020    | 216         | 5.87                |
| Чен и Брэдфорд реагируют на вызов и оказываются на прослушивании «Американского идола» в Лос-Анджелесе, и Чен оказывается лицом к лицу с Райаном Сикрестом и судьями. Чен знакомится с репортером (Розелин Санчес), чьи мотивы неясны, и позже им с Тимом приходится спасать репортера во время ареста. Харпер просит Нолана пойти с ней в дом её бывшего мужа Донована, чтобы помочь её дочери, у которой проблемы со сном. Это приводит к тому, что жизнь Нолана подвергается опасности во время домашнего спора с одним из соседей Донована. В конце Эверс делает предложение Лопес, и она принимает его предложение. Примечание: В этом эпизоде есть шутка, относящаяся к победе Мелиссы О’Нил в третьем сезоне канадского идола. |            |                                              |                   |                                   |                  |             |                     |
| 37 | 17         | «Контроль» «Control»                         | Маркус Стокс      | Алекси Хоули и Роберт Белла       | 12 апреля 2020   | 217         | 4.57                |
| Нолан и Харпер встречают бывшего информатора Нолана Бьянку, и она говорит им, что Потрошитель вернулся с большой партией фентанила. Прибывает агент УБН Майкл Бэнкс, и они решают, что Нолан и Харпер должны переодеться, чтобы противостоять Потрошителю. Они успешно договариваются о встрече с Потрошителем, но всё идёт наперекосяк, когда Бьянка сталкивается с Потрошителем и рассказывает об операции, и её похищают. Тем временем Чен знакомится с пожарным Эмметом во время вызова и заинтригована им. Лопес также допрашивает кассира банка после убийства женщины и спорит с детективом Кальдероном о том, как следует вести дело. Бэнкс предлагает Харпер работу в УБН после того, как они успешно спасают и арестовывают Бьянку, но она вежливо отклоняет его предложение. |            |                                              |                   |                                   |                  |             |                     |
| 38 | 18         | «Под дулом пистолета» «Under the Gun»        | Тори Гарретт      | Теренс Пол Винтер и Элизабет Белл | 26 апреля 2020   | 218         | 4.96                |
| Нолану и Харпер поручено сопроводить четырёх несовершеннолетних преступников в тюрьму, но во время их показательной экскурсии они оказываются втянутыми в тюремный бунт. Пара оказывается вынужденной заключить неожиданный союз с Оскаром Хатчинсоном, чтобы безопасно эвакуировать своих малолетних подопечных из тюрьмы, а также спасти начальника тюрьмы, которую захватили в заложники. Тем временем Рэйчел и Брэдфорд должны исправить ошибку, из-за которой мать потеряла опеку над своим больным ребёнком, потому что узнают, что на самом деле причиной его болезни стала неисправная система водоснабжения. Лопес и Уэст работают под наблюдением технического аналитика, который отметил Лопес как офицера, который, скорее всего, вызовет проблемы в отделе. Они берутся обезвредить активного стрелка в офисном здании технического аналитика и доказать тем самым, что тесты теханалитика ошибочны. |            |                                              |                   |                                   |                  |             |                     |
| 39 | 19         | «Слово на букву Т» «The Q Word»              | Дэвид Маквиртер   | Натали Каллаган и Ник Харвитц     | 3 мая 2020       | 219         | 5.00                |
| Когда средь бела дня член криминальной семьи Дериан смертельно ранит полицейского-новичка Криса Риоса (Кристофер О'Ши), весь полицейский департамент начинает розыск, в ходе которого возникают многочисленные осложнения. Тим и Люси совершают рейд на дом стрелка и узнают, что среди офицеров полиции Лос-Анджелеса есть продажный коп; Нолан и Харпер находят орудие убийства с места преступления, но затем обнаруживают, что оно пропало после налёта на резиденцию Рубена Дериана; Уэст разбирается с последствиями после смерти Криса в больнице, пока Лопес пытается вычислить «крота». Просматривая записи с нательных камер офицеров, Лопес замечает, что у полицейского-новичка Эрин Коул (Ханна Касулка) во время смены не работала нательная камера, и участок Уилшир открывает охоту на Эрин. Нолан в одиночку находит Эрин, страдающей от чувства вины, и узнает, что именно на неё было совершено покушение, а Крис оказался случайной жертвой. Несмотря на успешную попытку Нолана успокоить её, Армстронг смертельно ранит Эрин. После этого, вдохновленный недавним разговором с Харпер, Нолан просматривает записи с камеры и приходит к выводу, что именно Армстронг был настоящим «кротом», работавшим на семью Дериан. |            |                                              |                   |                                   |                  |             |                     |
| 40 | 20         | «Охота» «The Hunt»                           | Билл Ро           | Алекси Хоули                      | 10 мая 2020      | 220         | 4.66                |
| Харпер соглашается помочь Нолану после того, как он показывает ей записи с камеры наблюдения. Они заманивают Армстронга к заброшенному дому, чтобы поймать сигнал его второго телефона, отследить список звонков и обнаружить доказательства его преступлений, но обнаруживают, что он сменил одноразовый телефон на новый. Не найдя другого выхода, Нолан возвращается к Розалинде Дайер, которая рассказывает, что после того, как Армстронг проник в её дом (как он рассказал Нолану), чтобы получить улики для ареста, она проникла в его дом и нашла тайник с оружием, наличными и документами, уличающими Армстронга. Нолан проникает в дом Армстронга и обнаруживает тайник, после чего сбегает, но Армстронг засекает постороннего, преследует его до машины и опознаёт Нолана. Он сообщает об этом Сержу Дериану, которого арестовывают после обыска в его доме. Армстронг приглашает Нолана к себе домой и рассказывает, что он слишком глубоко влип с Дерианами, когда расходы по медицинским счетам за лечение его покойной жены стали для него непосильными. Армстронг говорит, что планирует изобличить Нолана как «крота», убив его якобы в результате самозащиты, Нолану удаётся вывести из строя Армстронга в перестрелке, но тяжело раненный Армстронг сообщает ему, что подбросил свой тайник в дом Нолана, а Серж говорит в это время сержанту Грею, что Нолан – «крот». Нолан находит тайник, спрятанный в стене в его спальне. Сезон заканчивается кульминацией: Нолан стоит в своей спальне, а полиция окружает его дом. |            |                                              |                   |                                   |                  |             |                     |

### Сезон 3 (2021)
| № общий | № в сезоне | Название                              | Режиссёр      | Автор сценария                                                             | Дата премьеры   | Произв. код | Зрители в США (млн) |
| --- | ---------- | ------------------------------------- | ------------- | -------------------------------------------------------------------------- | --------------- | ----------- | ------------------- |
| 41 | 1          | «Последствия» «Consequences»          | Билл Роу      | Алекси Хоули                                                               | 3 января 2021   | 301         | 3.44                |
| Когда Нолан обнаруживает тайник, подброшенный Армстронгом, Грей требует, чтобы он вышел из дома. Однако Нолан настаивает на ордере на обыск, чтобы выиграть время для сокрытия тайника, и вызывает Уэсли в качестве своего адвоката. Когда Уэсли одевается, чтобы отправиться к Нолану оспорить ордер, он случайно опрокидывает мусорную корзину и находит положительный тест на беременность. Когда Армстронга доставляют в больницу, он пытается подставить Харпер, утверждая, что она была сообщницей Нолана, но ситуация меняется: Харпер рассказывает о коррумпированности Армстронга начальнику службы внутренней безопасности Перси Уэсту, а Лопес, благодаря подсказке от Розалин Дайер, удается найти «тревожный чемоданчик» Армстронга. Нолан решает очистить свое имя и соглашается на опасную операцию под прикрытием, чтобы поймать Рубена Дериана и использовать его показания против Армстронга, однако его прикрытие раскрывают, когда Армстронг сбегает из больницы, заключает сделку с Дерианом и, благодаря предупреждению от Розалинды, успевает избавиться от доказательств. В финале Армстронг планирует убить Нолана, но ему дают незаряженный пистолет, после чего члены банды убивают Армстронга, чтобы скрыть следы; Нолан успевает сбежать и арестовывает Рубена. После произошедшего Нолан и Харпер получают выговоры, которые вносят в их личные дела. Нолан остаётся в учебной программе ещё на месяц, а так же должен сдать дисциплинарный экзамен. Этот выговор разрушает шансы Нолана стать детективом или войти в специализированные подразделения полиции Лос-Анджелеса. Между тем Лопес получает повышение до детектива, но решает пока не объявлять о своей беременности из опасения, что к ней, как к начинающему детективу, будут относиться по-другому. |            |                                       |               |                                                                            |                 |             |                     |
| 42 | 2          | «По справедливости» «In Justice»      | Майкл Гои     | Фредрик Котто и Бринн Мэлоун                                               | 10 января 2021  | 302         | 3.15                |
| В наказание за участие в деле Армстронга Нолана и Харпер были направлены в общественный центр охраны правопорядка с надеждой восстановить репутацию своего отдела. В то время как Нолан старается оказать положительное влияние, Харпер сомневается в его методах. Тем временем Чен пытается найти угонщика её машины, которой оказывается девушка, а позже пытается помочь ей, узнав о её ситуации. Джексон Уэст сталкивается с трудностями в начале работы с его новым наставником, Дугом Стэнтоном, который оказывается предвзятым по отношению к чернокожим людям. Первое дело Лопес в качестве детектива оказывается сложным: кто-то проник в дом, чтобы использовать печь для кремации тела. Позже она обнаруживает, что тело – одно из многих, сожжённых по приказу печально известной банды. |            |                                       |               |                                                                            |                 |             |                     |
| 43 | 3          | «Ла Фьера» «La Fiera»                 | Сильвен Уайт  | Натали Каллахэн и Теренс Винтер                                            | 17 января 2021  | 303         | 3.76                |
| Жизнь Нолана становится сложнее с приездом матери (Фрэнсис Фишер). Отвлечённый её визитом, Нолан проваливает экзамен на переквалификацию по огнестрельному оружию. Позже, во время подготовки к пересдаче, он случайно узнаёт о заговоре с целью убийства бизнесвумен с сомнительными связями, Ла Фьеры (Камиль Гуати). Лопес, Нолан, Брэдфорд, Чен, Уэст и Стэнтон успешно предотвращают покушение. Тем временем противостояние Уэста и Стэнтона продолжается: Стэнтон решает арестовать целую семью, не имеющую никакого отношения к преступлению, совершённому подозреваемым, которого они ищут. Уэст подаёт жалобу на Стэнтона сержанту Грею, получив поддержку Брэдфорда. Однако Уэст приходит в ярость, узнав, что Стэнтона всего лишь перевели на административную работу. Позже Грей признаётся своей жене Луне, что они с Уэстом должны найти способ решить проблему со Стэнтоном. |            |                                       |               |                                                                            |                 |             |                     |
| 44 | 4          | «Саботаж» «Sabotage»                  | Дэниэл Уиллис | Диана Мендес Буше и Винсент Энджелл                                        | 24 января 2021  | 304         | 3.39                |
| Пока Грей и Уэст пытаются разоблачить Стэнтона, Нолан и Грей оказываются вовлечены в аферу, в которую их родственники вложили деньги – её инициатором становится мать Нолана, которая приехала в гости и уже успела создать немало проблем. Стэнтон подстраивает ловушку: он делает вид, будто собирается избить подростка, и когда Уэст бросается за ним, чтобы предотвратить это, пишет рапорт о том, что тот нарушил протокол, оставив улики без присмотра. Лопес потрясена известием, что Уэсли подвержен синдрому ломкой Х-хромосомы, что означает риск наследования этого заболевания для их ребёнка. Одновременно с этим она сталкивается с несправедливым отношением со стороны своего начальника, подозревая, что он перестал поручать ей дела из-за её беременности. Однако начальник, который не знал о её положении, заверяет, что это не так, хотя и предупреждает, что не собирается делать для неё поблажек. Устав от постоянного вмешательства матери в свою жизнь и карьеру, Нолан решает окончательно поставить точку в их отношениях и вынуждает её покинуть его дом навсегда. |            |                                       |               |                                                                            |                 |             |                     |
| 45 | 5          | «Локдаун» «Lockdown»                  | Анна Мастро   | Роберт Белла и Элизабет Дэвис                                              | 14 февраля 2021 | 305         | 3.89                |
| Сдав дисциплинарный экзамен, Нолан вновь сталкивается с горькой реальностью: его шансы на повышение практически равны нулю. Позднее он оказывается заложником человека, который угрожает взорвать полицейский участок, требуя освобождения опасного преступника. Однако Грей и Харпер не верят в искренность его намерений и начинают искать истинный мотив. Тем временем конфликт между Уэстом и Стэнтоном достигает критической точки. Стэнтон угрожает донести на Уэста за проступок, который грозит увольнением, но Уэст напоминает, что его отец, глава службы внутренней безопасности, способен разрушить карьеру Стэнтона. В ответ Стэнтон организует нападение на Уэста в одном из муниципальных комплексов, однако его план оборачивается против него: Уэст активирует нагрудную камеру Стэнтона, запечатлев момент, когда тот не вмешался в избиение. В итоге Стэнтон оказывается отстранённым от службы. Осознав, что продвижение по службе для него невозможно, Нолан решает пойти другим путём – стать инструктором, для чего ему необходимо завершить своё образование. |            |                                       |               |                                                                            |                 |             |                     |
| 46 | 6          | «Откровения» «Revelations»            | Чи Юн Чунг    | Фредрик Котто и Кори Миллер                                                | 21 февраля 2021 | 306         | 4.11                |
| Чен впервые пробует себя в роли агента под прикрытием, участвуя в операции по борьбе с наркотиками вместе с офицером Харпер и её коллегой из полиции Фресно, Джун Чжан, что вызывает недовольство Брэдфорда. Первоначальный успех Чен приводит к тому, что её привлекают к более крупной операции по захвату Альдо Салонги. Возвращение Нолана в университет оказывается непростым, когда его разоблачают как полицейского на занятиях по этике. Посоветовавшись с Брэдфордом и Харпер, он всё ещё сомневается, правильно ли поступил, и решает обратиться за мнением к своему профессору. Тот высказывается за открытость и убеждает Нолана, что однокурсники со временем снова его примут. Уэст заводит дружбу с конным полицейским Айзеком Янгом, работая со Смитти в центре общественной полиции. Брэдфорд, выполняя обязанности охраны на конвенции агентов под прикрытием, встречает коллегу Мака Дэниелса, у которого, судя по всему, есть проблемы с зависимостью и внебрачной связью. Несмотря на решительные действия, чтобы помочь Маку, доверие между Тимом и Бет, женой Мака, оказывается подорвано. |            |                                       |               |                                                                            |                 |             |                     |
| 47 | 7          | «Настоящее преступление» «True Crime» | Билл Роу      | Зои Чэн и Алекси Хоули                                                     | 28 февраля 2021 | 307         | 3.45                |
| В документальном фильме о преступлениях полиция разбирает недавнее дело, связанное с бывшим детским актёром Кори Харрисом (гостевая роль Фрэнки Мьюниза), известным по роли в вымышленном шоу «Дом Пола», который стал лидером культа. Выясняется, что это тот самый культ, с которым ранее сталкивались Лопес и Уэст. Харпер и Нолан первыми откликаются на вызов, где отец девушки сообщает о Кори. Нолан убеждает саму девушку, Дебби, освободиться от влияния культа. Позже Кори объявляют пропавшим без вести после того, как его дом становится местом преступления: там находят кровь, принадлежащую его бывшей коллеге по шоу, Шарлотте Ластер, а также мумифицированное тело Чарли Чаплина под кроватью. Шарлотта тоже пропадает без вести, её машину находят в аэропорту Лос-Анджелеса. Кори обнаруживают живым, но он молчит пять часов, прежде чем потребовать адвоката, которым оказывается Уэсли. Мать Кори арестовывают после того, как записи с камер наблюдения показывают, что именно она припарковала машину Шарлотты. Позже она признаётся в убийстве и берёт всю вину на себя. Сам Кори становится жертвой убийства во время трансляции для своих последователей – его убивает Рональд Санчес, бывший ученик Кори. |            |                                       |               |                                                                            |                 |             |                     |
| 48 | 8          | «Дурная кровь» «Bad Blood»            | Сильвен Уайт  | Паула Пурьер и Билл Ринье                                                  | 28 марта 2021   | 308         | 3.87                |
| Нолан изо всех сил пытается найти ответ на вопрос, необходимый для сдачи экзамена по этике. Лопес, Нолан и Харпер работают вместе с Оскаром Хатчинсоном (Мэттью Глейв), чтобы найти его дочь, о которой он ранее не знал (Молли К. Куинн), и которая оказалась замешана в похищении сына судьи. Тем временем Брэдфорд разыскивает граффитчицу 3Eyez, которая ещё в его новичковую смену разрисовала его патрульную машину, а теперь вновь «вышла из отставки». Он выясняет, что она решила вернуться к своему увлечению лишь для того, чтобы почувствовать себя молодой после развода с мужем. Уэст оказывается в центре спора между Греем и своим отцом: они обсуждают, какой карьерный путь выбрать Уэсту после завершения программы полевой подготовки офицеров. Уэст принимает во внимание советы обеих сторон, но подчёркивает, что ещё слишком рано принимать окончательное решение о будущем. Нолан в итоге делится своим ответом с профессором Фионой Райан, заявив, что из-за недостатка информации все предложенные варианты будут неправильными. Она решает дать ему возможность сдать экзамен. |            |                                       |               |                                                                            |                 |             |                     |
| 49 | 9          | «Янтарь» «Amber»                      | Билл Роу      | Натали Каллахэн и Бринн Мэлоун                                             | 4 апреля 2021   | 309         | 3.80                |
| В свой последний день в качестве новичков Чен и Уэст сталкиваются с чрезвычайной ситуацией – из больницы похищают новорождённого. Нолан и офицер Харпер патрулируют город в сопровождении профессора Фионы Райан, которая пишет книгу о реформе полиции. Лопес, находящаяся в машине с Уэстом, размышляет о том, как изменится её жизнь с рождением ребёнка. Уэст подбадривает её, а Харпер делится ценными советами во время обыска. Отец младенца найден после того, как попадает в аварию, но вскоре выясняется, что он не причастен к похищению. Записи с камер наблюдения в больнице показывают, что ребёнка похитила женщина по имени Рита Сисcейн, чей собственный малыш умер от синдрома внезапной детской смерти. Её находят на мосту с младенцем, и Нолан вместе с Лопес убеждают её вернуть ребёнка. Вечером, когда Чен и Уэст отмечают окончание своей стажировки в качестве новичков, Харпер приглашает Нолана поужинать с ней и её дочерью, чтобы подбодрить его. |            |                                       |               |                                                                            |                 |             |                     |
| 50 | 10         | «Человек слова» «Man of Honor»        | Сильвен Уайт  | Диана Мендес Буше и Элизабет Дэвис                                         | 11 апреля 2021  | 310         | 3.70                |
| Уэст и Чен становятся полноправными полицейскими. Уэст празднует своё повышение, в то время как Чен испытывает разочарование, когда её мать пытается убедить её бросить «неблагодарную работу». Нолана навещает Бен и сообщает, что Генри теперь работает у него, а это значит, что тот бросил учёбу в колледже. Харпер сталкивается с человеком из своего прошлого, из-за чего чувствует себя неловко. Брэдфорд помогает Лопес с подготовкой к её свадьбе с Уэсли и убеждает её организовать торжество так, как она этого хочет. Позже она просит Брэдфорда стать её свидетелем. Нолан отвечает на вызов, связанный с человеком, взявшим заложников. Он успешно справляется с ситуацией, но всё меняется, когда нервный охранник случайно застреливает мужчину. Позже Нолан продолжает расследование с помощью Харпер. Они выясняют, что семью мужчины терроризировали грабители, заставлявшие его выплачивать долг, из-за чего он решился на ограбление банка. Его жену и дочь похитили, а жену принудили украсть деньги с её работы. Нолан помогает женщине, пока Харпер отвлекает преступников, давая Чен и Уэсту достаточно времени, чтобы найти и спасти дочь. |            |                                       |               |                                                                            |                 |             |                     |
| 51 | 11         | «Свежая кровь» «New Blood»            | Билл Роу      | Зои Чэн и Кори Миллер                                                      | 18 апреля 2021  | 311         | 3.81                |
| Нолан присматривает за Фионой после того, как угрозы в её адрес перерастают из бросания кирпича в окно её машины и оскорбительных сообщений в перестрелку с белыми супремасистами прямо на улице средь бела дня. В департамент прибывают новые стажёры, среди которых Ларри «Барсук» Мэйсер, который заискивает перед Ноланом, утверждая, что успех Нолана в академии вдохновил его самого. Однако Ларри случайно стреляет из своего оружия, что ставит крест на его карьере полицейского, не успевшей начаться. Чен начинает ревновать Брэдфорда к другой новенькой, Кэти Барнс, бывшей военной, которой он пытается помочь адаптироваться к гражданской жизни. В конце дня Кэти решает уйти, чтобы найти свой путь самостоятельно. Брэдфорд помогает Лопес и Уэсли в планировании их свадьбы, выступая посредником, когда мать Уэсли приезжает, чтобы обсудить планы. Впоследствии она мирится с Лопес и убеждает её организовать свадьбу так, как она сама хочет. Генри возвращается в Лос-Анджелес, чтобы приступить к своей новой работе, а Нолан изо всех сил старается поддержать решение своего сына бросить учёбу. Он становится более восприимчивым к решению своего сына после разговора с Фионой, но затем Генри теряет сознание за ужином. |            |                                       |               |                                                                            |                 |             |                     |
| 52 | 12         | «Храброе сердце» «Brave Heart»        | Лиза Кэмпбелл | Паула Пурьер и Винсент Энджелл                                             | 2 мая 2021      | 312         | 4.00                |
| Генри срочно доставляют в местную больницу после его обморока, вызванного врождённым заболеванием. У него случается сердечный приступ, прежде чем он успевает принять решение между безопасной, краткосрочной операцией или долгосрочным хирургическим вмешательством с 20% риском летального исхода. Нолан выбирает долгосрочный вариант, веря, что Генри предпочёл бы этот риск. Авантюра удалась. Тем временем Ла Фиера привозит в ту же больницу своего раненого сына Диего, но полиция вскоре понимает, что на самом деле она там, чтобы договориться с влиятельным наркоторговцем Томасом Мадригалем, который умирает и знает, что его сын не способен управлять бизнесом. Харпер тайно записывает их разговор. Лопес дважды безуспешно пытается противостоять Ла Фиере, предупреждая её об опасностях. Билли, наркозависимая, которая получила лёгкое ранение во время своего ареста Уэстом и Чен, признаётся, что является наркокурьером и переносит МДМА в желудке, после чего ей предлагают сделку. Когда один из пакетов с содержимым разрывается, её срочно отправляют на операцию, чтобы спасти ей жизнь. Сын Томаса Мадригаля, Сезар, по глупости организует убийство сына Ла Фиеры, Диего, который погибает в перестрелке на подземной парковке больницы, сама Ла Фиера остаётся жива благодаря защите Лопес. Скорбя о сыне, Ла Фиера предсказывает грядущую нарковойну. Мак Дэниелс был переведен на временную работу в службу безопасности семьи Мадригаль, а Брэдфорд оказывает ему поддержку в борьбе с зависимостью. |            |                                       |               |                                                                            |                 |             |                     |
| 53 | 13         | «Три важных дела» «Triple Duty»       | Билл Джонсон  | История: Билл Ринье Телеадаптация: Зои Чэн, Паула Пурьер и Натали Каллахэн | 9 мая 2021      | 313         | 3.91                |
| Ла Фиера начинает свою войну, устраивая бойню среди людей Сезара во время сделки с наркотиками, но это привлекает внимание оперативной группы Управления по борьбе с наркотиками (УБН). Лопес удаётся договориться с Ла Фиерой о прекращении военных действий в обмен на запись разговора из больницы, сделанную офицером Харпер. Эта запись должна убедить лейтенантов Сезара в действительности соглашения. Брэдфорд и Нолан ведут наблюдение за домом подруги Сезара и предотвращают попытку людей Ла Фиеры убить её младенца в отместку за убийство Диего. Агент УБН Таггерт пытается принизить заслуги Лопес. Он забирает запись в обход её полномочий и заставляет Лопес доставить её, но Ла Фиера быстро распознаёт уловку: на USB-накопителе с записью установлено шпионское ПО. Эта война подчеркивает необходимость работы под прикрытием, поэтому Харпер организует для Чен серию интенсивных испытаний: участие в социальной встрече с «преступниками», сессию по приготовлению наркотиков и инсценировку похищения. Несмотря на возможность отказаться от задания, Чен по-прежнему полна решимости продолжить подготовку для работы под прикрытием. Уэст узнаёт, что Стэнтон всё ещё остаётся на службе и ничуть не изменился. Уэст угрожает придать всё огласке, хотя сержант Грей считает, что это может стоить Уэсту его карьеры. Вместо этого они импровизируют, разрабатывая план, вынуждающий начальника смены Стэнтона использовать записи с нательных камер Стэнтона и Уэста в качестве так называемого «видео переподготовки», чтобы разоблачить его. Коллеги шокированы, а Уэст мрачно заявляет, что на записи показан настоящий Дуг Стэнтон. |            |                                       |               |                                                                            |                 |             |                     |
| 54 | 14         | «Предел» «Threshold»                  | Лиза Демайн   | Алекси Хоули                                                               | 16 мая 2021     | 314         | 3.77                |
| Обсуждается возможность сделать Сезара Мадригаля осведомителем против Ла Фиеры, и Нолан пытается убедить девушку Мадригаля помочь уговорить его на сотрудничество. Однако, как только Нолан и Смитти находят Мадригаля, его смертельно ранит снайпер. Позже, во время патрулирования, они преследуют магазинного воришку, который после ареста несправедливо обвинён в нападении, хотя преступление должно быть классифицировано, как проступок. Основанием для обвинения послужило то, что Нолан случайно вывихнул себе большой палец во время погони. Нолан привлекает к делу профессора Фиону Райан и умудряется заручиться поддержкой сержанта Грея, чтобы заставить помощника окружного прокурора Шона Дель Монте смягчить обвинение. Чен начинает свою работу под прикрытием в захудалом мотеле, но вскоре её похищает брат Альдо Салонги, Дарио, который заставляет её участвовать в ограблении для получения ингредиентов, необходимых ему для производства наркотиков. Её миссия прерывается, когда Ла Фиера штурмует базу Дарио, чтобы заставить его присоединиться к её картелю. Однако благодаря Харпер, которая вовремя предупреждает полицию, весь бандитский притон арестован. Лопес прямо заявляет Ла Фиере, что в смерти её сына виновата только она сама. Позже Ла Фиера совершает побег во время транспортировки заключённых. Когда начинается свадебная церемония Уэсли и Лопес, Нолан входит в комнату и обнаруживает на полу браслет Лопес, а сама Лопес пропала. Выясняется, что Лопес была похищена людьми Ла Фиеры. |            |                                       |               |                                                                            |                 |             |                     |

### Сезон 4 (2021—2022)
| № общий | № в сезоне | Название                                 | Режиссёр                     | Автор сценария                     | Дата премьеры    | Произв. код | Зрители в США (млн) |
| --- | ---------- | ---------------------------------------- | ---------------------------- | ---------------------------------- | ---------------- | ----------- | ------------------- |
| 55 | 1          | «Жизнь и смерть» «Life and Death»        | Билл Роу                     | Алекси Хоули                       | 26 сентября 2021 | 401         | 3.03                |
| В разгар похищения Лопес, Уэст погибает от рук людей Ла Фиеры, пытаясь её спасти. Грей и Уэсли прибегают к помощи УБН, но сталкиваются с политическими ограничениями этого дела. Нолан, Брэдфорд и Харпер обращаются к Максу, который предоставляет им вертолёт и оружие для спасения Лопес, увезённой в Гватемалу. Уэсли заручается помощью преступника Элайджи Стоуна, заключив с ним сделку о будущих услугах, и сам отправляется на переговоры с Ла Фиерой. Ла Фиера угрожает убить Лопес после рождения ребёнка. Нолан и его команда переходят к запасному плану. Уэсли разлучают с Лопес, которую увозят в больницу, инсценировав роды. Брэдфорд и Харпер устраивают засаду на Ла Фиеру в больнице и спасают Лопес, которая убивает Ла Фиеру, отомстив за Уэста. Нолан спасает Уэсли от оставшихся головорезов Ла Фиеры. Три месяца спустя Лопес родила сына, которого они с Уэсли назвали Джексоном в честь Джексона Уэста. |            |                                          |                              |                                    |                  |             |                     |
| 56 | 2          | «Пять минут» «Five Minutes»              | Лиза Демайн                  | Бринн Мэлоун                       | 3 октября 2021   | 402         | 3.09                |
| Брэдфорд получает повышение до сержанта, и проводит утренний инструктаж, в ходе которого новичка Аарона Торсена передают под руководство Харпер. Харпер сомневается, что у Торсена есть необходимые качества, чтобы стать полицейским, так как его преследуют воспоминания о судебном процессе, где его обвиняли в убийстве соседа по комнате в Париже. Однако Торсен проявляет смелость и мотивированность, чтобы стать полицейским, убеждая Харпер изменить свое мнение. Нолан и Чен останавливают известную воровку Клэр Айви за превышение скорости и догадываются о готовящемся ограблении. Департамент организует наблюдение за Клэр и её группой и предотвращает ограбление, замаскировавшись под преследуемый конвой. Нолан решается пригласить пожарного Бейли Нун на свидание, на что она соглашается. Однако после проведённой вместе ночи она решает расстаться с Ноланом. Позже ему удается убедить Бейли в том, что она может измениться и начать свои первые серьёзные отношения. |            |                                          |                              |                                    |                  |             |                     |
| 57 | 3          | «На линии огня» «In the Line of Fire»    | Дэниэл Уиллис                | Роберт Белла                       | 10 октября 2021  | 403         | 2.69                |
| Нолан и Чен реагируют на вызов о пожаре в доме и спасают человека, оказавшегося в ловушке внутри. После тушения пожара пожарные Лос-Анджелеса обнаруживают тело; вскрытие показывает, что жертву убили до начала возгорания. Во время перерыва Нолан, Чен, Брэдфорд, Харпер и Уэбб становятся свидетелями стрельбы снайпера по частному автомобилю сопровождения. Снайпер скрывается, но Харпер и Торсен выясняют, что он обладает военной подготовкой. Нолан и Чен изучают круг подозреваемых и допрашивают Эйдана Мерритта, который ненадолго берёт их в заложники у себя дома, прежде чем Нолан его обезвреживает. Оказавшись в долгу перед криминальным авторитетом Элайджей Стоуном после спасения Лопес в Гватемале, Уэсли вынужден работать на него, ставя свою карьеру под угрозу. Стоун поручает ему защищать Мерритта. Лопес расследует пожар и круг подозреваемых, сообщая Нолану и Бейли, что в Неваде произошло несколько подобных пожаров, что указывает на активность серийного убийцы. |            |                                          |                              |                                    |                  |             |                     |
| 58 | 4          | «С пылу с жару» «Red Hot»                | Лиза Демайн                  | Диана Мендес                       | 17 октября 2021  | 404         | 2.83                |
| Лопес возвращается на работу, в то время как Нолан расследует предполагаемый домашний спор, когда жена сбежала из дома своего мужа. Позже Нолан находит женщину, Линду Чарльз, идущую по переулку, дезориентированную и говорящую на иностранном языке. Муж и его помощник прибывают и наставляют на них оружие, поскольку подозрения Нолана усиливаются. Позже выясняется, что все трое являются российскими агентами, а Линда Чарльз, настоящее имя Катерина Антонова, стала мошенницей. Харпер и Торсен расследуют наезд с участием велосипеда, где байкер был увезён водителем. Харпер выслеживает угнанную машину до склада, где находит жертву без сознания. Когда она собирается бежать за подозреваемым, склад загорается, но ей удается сбежать вместе с жертвой. Нолан и Бейли обнаруживают чип, который Антонов потерял в своей патрульной машине, только для того, чтобы она взяла Бейли в заложники. Им удается прекратить драку до тех пор, пока ФБР не арестует Антонова. Лопес приходит к выводу, что пожар на складе был вызван тем же нападавшим из предыдущего эпизода. Элайджа Стоун убил Эйдана Мерритта после того, как Эверс не смог найти способ освободить его, что послужило ему последним предупреждением. |            |                                          |                              |                                    |                  |             |                     |
| 59 | 5          | «ВМС» «A.C.H.»                           | Дэниэл Уиллис                | Зои Чэн и Паула Пурьер             | 31 октября 2021  | 405         | 2.64                |
| На Хэллоуин в Лос-Анджелесе Нолан и Харпер задерживают сумасшедшего человека в парке, что поначалу кажется нападением зомби. В больнице они узнают, что женщина приняла наркотик, Бомбу-X. Чен помогает соседке с двумя охотниками за привидениями, которые хотят взять с неё больше денег, чем она может себе позволить. Лопесу передают дело, но жертва, миссис Крауч, позже решает прекратить дело. Однако Лопес узнает, что в многоквартирном доме на самом деле водятся привидения. Чен и Тамара расследуют предполагаемых призраков, о которых упоминали охотники за привидениями, только для того, чтобы обнаружить, что на другого соседа напал преследователь. Чену удается остановить его. Брэдфорд встречает другого человека, пострадавшего от бомбы-X. Он и Нолан завербовывают сводного брата Нолана, Пита, надеть прослушку, чтобы купить наркотик, и позже они ловят поставщика |            |                                          |                              |                                    |                  |             |                     |
| 60 | 6          | «Поэтичное правосудие» «Poetic Justice»  | Чи Юн Чунг                   | Натали Каллахэн & Билл Ринье       | 7 ноября 2021    | 406         | 2.72                |
| Грей поручает Брэдфорду уговорить офицера-ветерана Джерри Макгрейди уйти в отставку, и Брэдфорд решает взять Макгрейди с собой в патруль. Нолан, Чен и Харпер начинают расследование охоты за сокровищами, основанной на загадочном стихотворении, которое Нолан и Харпер нашли у подозреваемого. Брэдфорд и Макгрэди присоединяются к охоте, поскольку улики из старого дела, над которым работал Макгрэди, оказываются связанными с этим. Они расшифровывают поэтические подсказки, которые приводят их к мирным жителям, причиняющим вред друг другу, также в охоте за сокровищами. Нолан, Харпер и Чен отыскивают ключи к старому заброшенному метро 1920-х годов и вынуждены бороться с двумя мужчинами, которые оказываются в драке. Станция прощается с Макгрейди после того, как он сам объявляет о своей отставке. Дочь Макгрейди Эшли намекает Брэдфорду, что он ей интересен. Нолан, Бейли и Лопес продолжают расследование ранее упомянутого серийного убийцы, которого Нолан подозревает в том, что он лейтенант Бейли, Фред Митчелл, после того, как он обнаруживает ацетон, аналогичный тому, который использовал убийца в своем гараже, и Бейли ищет улики в своем доме. Как только полиция прибывает с ордером на обыск, дом Митчелла взрывается. |            |                                          |                              |                                    |                  |             |                     |
| 61 | 7          | «На линии огня» «Fire Fight»             | Тори Гаррет                  | Кори Миллер                        | 14 ноября 2021   | 407         | 2.59                |
| Бейли тяжело ранена во время взрыва и вынуждена пользоваться костылями. Лопес, Нолан и Харпер возобновляют расследование серийных поджогов после того, как коллега Бейли сообщает, что Фред находился в больнице в Неваде во время убийств. Они также приходят к выводу, что настоящий убийца пытался подставить его. Брэдфорд и Чен расследуют несколько случаев предполагаемого использования незаконных веществ в косметике и креме для кожи, и один из соперников раскрывает, что другой планирует убить своего мужа наемным убийцей. Брэдфорд работает под прикрытием в качестве наемного убийцы и арестовывает женщину, о которой идёт речь, после того, как она признается в этом. Нолан схвачен настоящим убийцей, который, как выяснилось, является соседом Фреда, Маркусом. Нолан подвергается погоне в кошки-мышки в заброшенном бункерном комплексе, в конце концов убегает и сбивает Маркуса, арестовывая его в процессе. Эверс продолжает свои дела для Элайджи Стоуна, в частности, дискредитируя свидетеля. Достигнув своего предела после почти избиения со стороны Элайджи из-за отсутствия общения с его стороны, он в конце концов признается Лопес. |            |                                          |                              |                                    |                  |             |                     |
| 62 | 8          | «Наезд» «Hit and Run»                    | Билл Роу                     | Винсент Энджелл                    | 5 декабря 2021   | 408         | 2.78                |
| Лопес просит Эверса записывать все, когда он общается с Элайджей Стоуном, но тот отказывается из-за конфиденциальности и привилегий клиента. Нолан и Лопес прибывают, чтобы поговорить с «суверенным гражданином» Марвином Рейнольдсом, но он стреляет в них и убегает, становясь разыскиваемым преступником. Сестра Брэдфорда приезжает в Лос-Анджелес, чтобы продать дом их отца. Харпер и Торсен обыскивают фургон Рейнольдса, где обнаруживают оружие и манифест. Торсен также даёт совет Харпер, когда она рассказывает, что её бывший муж хочет переехать с дочерью в Сан-Франциско, и Харпер решает бороться за опеку над своей дочерью. Полиция загоняет Рейнольдса в угол в музее линкора USS Iowa и в конце концов стреляет в него. Брэдфорд решает присоединиться к своей сестре в ремонте дома, но отказывается навестить их отца, а также официально одобряет Нолана в качестве представителя профсоюза. Лопес строит дело РИКО против Стоуна, но узнает, что Эверс рассказал Грею и что они планируют использовать Эверса в качестве информатора. |            |                                          |                              |                                    |                  |             |                     |
| 63 | 9          | «Поломка» «Breakdown»                    | Чи Юн Чунг                   | Алекси Хоули                       | 12 декабря 2021  | 409         | 2.66                |
| Брэдфорд и Чен помогают его сестре Дженни отремонтировать дом их детства. Брэдфорд обнаруживает пистолет в стене, и они с Ченом начинают расследование. Подозревалось, что этот пистолет был использован отцом Брэдфорда во время неудачного вторжения в дом 25 лет назад. У его отца был роман с женой соседа; позже она призналась, что застрелила своего мужа в целях самообороны, и отец Тима помог ей скрыть это. Брэдфорд навещает своего отца на смертном одре, но все ещё не прощает его. Грей инициирует операцию по прослушиванию Эверса, но его прикрытие раскрывается Стоуном, который угрожает семье Эверса. Некоторое время спустя Стоун и его команда подвергаются нападению конкурирующей банды, которую, как выясняет Стоун, возглавляет сотрудник службы безопасности Ла Фиеры Абрил. Она предупреждает Лопеса, чтобы он не выслеживал её. Нолан заставляет Бейли впервые встретиться со своим сыном Генри и подумывает о том, чтобы сделать ей предложение, которое Генри одобряет. Однако, когда они вдвоем ужинают, подходит мужчина и представляется мужем Бейли. |            |                                          |                              |                                    |                  |             |                     |
| 64 | 10         | «В ритме сердца» «Heart Beat»            | Саммер-Джой Мэйн             | Фредрик Котто                      | 2 января 2022    | 410         | 2.84                |
| Нолан убит горем, узнав о браке Бейли с Джейсоном Уайлером, растратчиком и мошенником, который издевался над ней психологически и которого только что досрочно освободили из тюрьмы за хорошее поведение. Резкая небольшая авиакатастрофа на улицах приводит участок в замешательство, когда пилота не находят. Владелец самолёта, миллиардер Леви Линкольн, осужденный за убийство своей жены, оказывается живым и заплатил другому человеку небольшое состояние, чтобы тот отбыл за него тюремный срок. Юридическая лицензия Уэсли приостановлена на шесть месяцев из-за его принудительных отношений с Элайджей, но его добровольный юрисконсульт в общественном центре принимает тревожный оборот, связанный с молодежью, пытающейся освободиться от власти наркоторговца. Брэдфорд просит Чен помочь научить собаку, которую она ему дала, ладить с Эшли Макгрэди после того, как их отношения станут серьёзными. Бейли противостоит Джейсону и требует, чтобы он выполнил свое обещание наконец подписать их развод. Нолан вынужден снова обратиться к Оскару Хатчинсону, чтобы получить информацию как о Леви, так и о Джейсоне. Нолан и Харпер возглавляют участок в захвате Леви в небольшом частном аэропорту после перестрелки в ангаре. Джейсон подбрасывает наркотики в машину Бейли, и её арестовывают. Нолан говорит Бейли, что любит её, несмотря ни на что, и поможет освободить её, прежде чем встретиться с самим Джейсоном. |            |                                          |                              |                                    |                  |             |                     |
| 65 | 11         | «Конец игры» «End Game»                  | Тори Гаррет                  | Теренс Винтер                      | 9 января 2022    | 411         | 2.85                |
| Грей санкционирует расследование в отношении Джейсона, и Нолан возвращается к Оскару Хатчинсону за дальнейшей помощью на этом пути. Чен и Брэдфорд расследуют убийство 18-летней девушки Бекки, которая, как оказалось, была подругой Тамары Колинс. Они узнают, что Бекка украла часы у человека, с которым познакомилась на ClipTalk, и заложила их в ломбарде. Владелец магазина также называет им имя преступника, Деклана, который, в свою очередь, также был другом Тамары и Бекки. Харпер обнаруживает, что беременна ребёнком Джеймса, и она полна решимости сохранить его. Торсен изо всех сил пытается решить, хочет ли он снимать реалити-шоу со своей матерью, чтобы рассказать об убийстве Патрика, что он позже решает сделать. Нолан и Бейли раскрывают мотивы Джейсона другой женщине, что приводит к тому, что он сдаётся и сотрудничает с полицией в тайной миссии против Южного фронта. Однако Хатчинсон сообщает Нолану, что он обманул Джейсона, что привело к тому, что Джейсон попытался сбежать среди хаоса, но в конечном итоге был арестован Ноланом. |            |                                          |                              |                                    |                  |             |                     |
| 66 | 12         | «Стук в дверь» «The Knock»               | Чарисса Санджарернсуитхикуль | Джо Чэн                            | 23 января 2022   | 412         | 2.83                |
| Нолан избирается представителем профсоюза станции, стремящимся добиться изменений, что встречает противодействие со стороны президента профсоюза лейтенанта Лэндона Бриггса. Чен и Брэдфорд обнаруживают на пляже отрубленную руку, которая, как установлено, принадлежала Марку Клинке, которому удалось добраться до больницы перед смертью. Он работал в биотехнологической компании, возглавляемой Девином Суэйном, который неохотно раскрывает какую-либо дополнительную информацию из-за конфиденциальности. Его адвокат в отчаянной попытке пытается получить доступ к преступнику, дому Честера Фрея, который Лопес отрицает. Полиция обнаруживает, что Фрей получил несколько человеческих рук, чтобы проверить, можно ли их исцелить и оживить. Брэдфорд и Чен устраивают ему засаду в морге и арестовывают его. Грей сопровождает итальянского детектива Ромео Кабарелли в поисках разыскиваемого беглеца Кая Зулло; однако, когда они находят Зулло, Кабарелли стреляет в него без признаков того, что он достает пистолет. Грей становится подозрительным. Выяснилось, что Кабарелли находится под следствием за ненадлежащее поведение в Италии. Грей, Нолан и Харпер обманом заставляют его арестовать Зулло, что вдобавок приводит к аресту самого Кабарелли. |            |                                          |                              |                                    |                  |             |                     |
| 67 | 13         | «Сражаться или бежать» «Fight or Flight» | Ланре Олабизи                | Бринн Мэлоун                       | 30 января 2022   | 413         | 3.19                |
| Нолан и Чен преследуют украденный полицейский вертолёт, который 17-летний Лео Томас украл после встречи с Ноланом в гараже. Лео отказывается приземляться до тех пор, пока они не выполнят три его задания, первое из которых включает известный наркопритон, где они арестовывают и отправляют обитателей в больницу. Во втором случае речь идёт о человеке, связанном со своим отчимом, который торговал наркотиками и владел аллигатором. Третье задание Лео поначалу кажется трудным, в котором он хочет, чтобы они арестовали его отчима. Грею удается заставить владельца аллигатора дать показания против отчима Лео, которого затем арестовывают. Лео также арестовывают, как только в вертолёте заканчивается топливо; однако вскоре после этого его освобождают под залог. Брэдфорд и Лопес расследуют серию краж со взломом, связанных с другом Брэдфорда Десом Робинсоном, который выдаёт личности грабителей. Однако они находят дополнительные доказательства, связывающие Робинсона с грабителями, прежде чем арестовать их в действии. Торсен и Харпер охраняют в больнице сбежавшего заключённого, который якобы убил полицейского. Торсен убежден в своей невиновности и призывает Джеймса и Уэсли на помощь. Записи камер видеонаблюдения из тюрьмы доказывают, что осужденный растоптал охранника во время беспорядков и будет арестован за покушение на убийство. Уэсли удается найти адвоката, который хочет взяться за дело осужденного, заставляя Торсена надеяться, что его можно будет доказать невиновным в убийстве полицейского, и ему предъявят обвинение только в покушении на убийство. |            |                                          |                              |                                    |                  |             |                     |
| 68 | 14         | «Дальний выстрел» «Long Shot»            | Фернандо Сариньяна           | Зои Ченг                           | 27 февраля 2022  | 414         | 3.67                |
| Скип Трейсер Рэнди прибывает на станцию, чтобы встретиться с Ноланом и Харпером по поводу награды за печально известную Айви Флинн, которую он намеревается захватить, объединившись с ними. Они отправляются на операцию по задержанию, где другой охотник за головами, Алисия Кауфман, собирается задержать Флинна, прежде чем она сбежит во время споров между четырьмя. Выясняется, что Кауфман — любовник Рэнди, преследующий ту же цель — захватить Флинна. Следователь отдела нравов рассказывает Нолану и Харперу, что Флинн участвовала в судебном преследовании в дополнение к своему собственному бизнесу, сталкиваясь с опасными головорезами. В отеле они устраивают засаду на Флинн и арестовывают её, а головорезы нападают на них. Прибывает Кауфман и забирает Флинна себе, но Нолан помогает ей, когда они попадают в засаду в гараже. Лопес рекомендует Уэсли стать юрисконсультом в новом телесериале, но странное поведение главной актрисы выводит его из себя. Брэдфорд и Чен ищут работницу ресторана Джордан Коннер, которая выпустила крыс в ресторане, где она работала, после того, как её уволили и бросили коктейль Молотова в машину мужчины. Когда они находят её, она показывает, что у неё был рак, прежде чем узнала, что на самом деле была свободна от него. Она описывает свои собственные действия как карму против людей, которые отреклись от неё. Чен пытается найти своего биологического отца и узнает от своей тёти Эми, что он был пациентом, с которым у её матери был роман. |            |                                          |                              |                                    |                  |             |                     |
| 69 | 15         | «Список жертв» «Hit List»                | Роберт Белла                 | Элизабет Дэвис Белл                | 6 марта 2022     | 415         | 3.88                |
| День Торсена в штатском становится трудным, когда он и Харпер обнаруживают, что съемочная группа его матери следует за ними. Позже он встречает отца Патрика Хейса, друга, в убийстве которого его обвинили, и вынужден арестовать его после того, как он пытается напасть на него, но решает отпустить его из уважения. Когда Грей направляется в суд для дачи показаний по делу против могущественного мафиози, в машине погибает женщина, а на вокзале отравляется мужчина, оба из которых, как выяснилось, были свидетелями по тому же делу, по которому даёт показания Грей. В него стреляет и ранит женщина-убийца, которую ему удается ранить и в конечном счете убить в ответ. В ходе рейда полиция Лос-Анджелеса обнаруживает сожженные документы, указывающие на адвоката Келлен Майерс, которую, как узнает Лопес, шантажировали, чтобы заставить отказаться от списка свидетелей. Майерс также сообщает, что помощник окружного прокурора Шон Дельмонте находится в списке подозреваемых. Дельмонте и Крису Сэнфорду удается избежать второго убийцы по его прибытии и продержаться до тех пор, пока Брэдфорд, Люси и другие офицеры не прибудут и не задержат его. Грей подумывает о выходе на пенсию, когда он просыпается в больнице и ищет душу с помощью Нолана, возвращая услугу, которую Грей оказал ему после первого убийства Нолана на рабочем месте. Бейли пытается нарисовать портрет Нолана, который он считает хорошим, несмотря на её оговорки. |            |                                          |                              |                                    |                  |             |                     |
| 70 | 16         | «Криминальные хроники» «Real Crime»      | Роб Зайденгланц              | Билл Ринье и Паула Пурье           | 13 марта 2022    | 416         | 3.29                |
| Съемочная группа реалити-шоу Торсена берет интервью у участковых о расследовании преступления после того, как режиссёр шоу Моррис Макки был убит в доме родителей Торсена. Сам Торсен входит в число подозреваемых. В документальном фильме также рассказывается об убийстве второй половины рэп-дуэта его отца, которое до сих пор не раскрыто. Отец Патрика Хейса также допрошен, как и друзья Торсена, которые были с ним в Париже. Дело Хейса снова оказывается в центре внимания, когда полиция подозревает, что убийства связаны. Также выясняется, что мать Торсена была в Париже, когда был убит Патрик, но выяснилось, что у неё была сексуальная связь с французским футболистом. Французское расследование убийства Хейса подвергается критике за недостаточное внимание к другим подозреваемым, одним из которых является сын министра финансов. Полиция в конечном итоге приходит к выводу, что друг Торсена Роуэн Клаузен совершил оба убийства, всегда был зачинщиком дружеских действий и возможностей, чтобы использовать последних для контрабанды наркотиков на частном самолёте Торсена; Роуэн убил Хейса за то, что обнаружил и угрожал его контрабандной операции, а затем Макки за то, что выяснил, что он был за первым убийством. В конце концов отец Хейса просит прощения, которое Торсен принимает. |            |                                          |                              |                                    |                  |             |                     |
| 71 | 17         | «Кодирование» «Coding»                   | Билл Роу                     | Ник Гурвиц и Сильвия Франклин      | 3 апреля 2022    | 417         | 3.50                |
| Нолан первым оказывается на месте автомобильной аварии, единственный пассажир которой получил катастрофические травмы, но все ещё находится в сознании. Он разговаривает с ней, когда она умирает. Она донор органов, поэтому он сопровождает её тело в больницу. Подросток стоит первым в очереди на сердце жертвы. Харпер находится в той же больнице из-за возможных осложнений беременности. Люси должна дать показания о своем похищении для предъявления дополнительных обвинений Розалинде Дайер. В больнице все начинает идти наперекосяк, потому что мужчина взломал систему, чтобы поставить свою жену первой в списке на трансплантацию. Офицеры пытаются отговорить его и его жену от их плана, но терпят неудачу. Несмотря на создание планов действий на случай непредвиденных обстоятельств, пациенты начинают умирать, и больница соглашается отдать сердце жене. Нолан позволяет другому получателю поговорить с женой, которая меняет свое мнение и отказывается от сюжета. Когда хакер пытается освободить больницу, его партнеры-вымогатели переключаются на требование денег. Офицеры находят их, и после того, как двое арестованы, больница возвращается в нормальное русло. Харпер закрывает продолжающееся дело о похищении, и после нескольких трудных времен Люси решает не участвовать в деле против Розалинды. |            |                                          |                              |                                    |                  |             |                     |
| 72 | 18         | «Удары в спину» «Backstabbers»           | Тори Гарретт                 | Винсент Энджелл                    | 3 апреля 2022    | 418         | 3.53                |
| Нолан и Чен объединяют усилия с Ларри «Барсуком» Мейсером, который сейчас работает в железнодорожной полиции, в расследовании ограбления грузового поезда, когда из грузового вагона, принадлежащего миллионеру Уильяму Блумфилду, была украдена ваза. Вместе с Лопесом и Харпером они узнают, что сокамерник Блумфилда Брайан Шаб украл вазу, но позже был найден мертвым в своем доме. Сам Блумфилд указывает им на своих собственных детей: Фрэнсиса, Даниэль и Закари. Ларри приходит к выводу, что на недостающем фрагменте вазы был указан номер банковского счета, что могло послужить мотивом для её кражи. Нолан, Чен и Ларри возвращаются на железнодорожную станцию после того, как вызвали горящую машину на путях. Там они находят детей, дерущихся из-за денег, а Даниэль и Закари указывают на то, что Фрэнсис — убийца. Торсен изо всех сил пытается найти свою «сверхспособность», патрулируя вместе с Брэдфордом. Но после того, как он отговорил условно-досрочно освобожденного мужчину от посещения своего ребёнка, Брэдфорд отмечает, что его опыт пребывания в тюрьме даёт ему возможность сочувствовать людям, которые испытали то же самое. Харпер делает предложение Джеймсу, но потом он становится неуверенным из-за того, как внезапно она это сделала. В конце концов они соглашаются пожениться, и на свадьбе присутствуют семья и друзья. |            |                                          |                              |                                    |                  |             |                     |
| 73 | 19         | «Симона» «Simone»                        | Лиз Фридлендер               | Алекси Хоули и Теренс Пол Винтер   | 3 апреля 2022    | 419         | 3.95                |
| Нолан и Чен отвечают на звонок подозрительного человека возле электростанции, в которой, как они быстро понимают, заложена бомба, прежде чем они убегают, прежде чем она взорвется. Лос-Анджелесское отделение ФБР вызывается, когда возникает подозрение, что террорист принадлежит к террористической ячейке. Когда ФБР узнает, что подозреваемый, Зик Фримонт, связан со стажером ФБР Симоной Кларк, они вызывают её на помощь, но вскоре её увольняют. Нолан призывает её постоять за себя, и они находят точки соприкосновения, поскольку оба были старейшими стажерами в своих соответствующих ведомствах, как в полиции Лос-Анджелеса, так и в ФБР. Ведущий агент Мэтт Гарза вызывает её, чтобы допросить Фримонта, поскольку он хочет поговорить только с ней. Он рассказывает, что изготовил бомбы для бомбардировщика, но не знал, для чего они предназначены. Лопес и Харпер расследуют предполагаемое проникновение в дом профессора и с помощью Кларка обнаруживают, что это был тот же подозреваемый, что и при взрыве, которого позже идентифицируют как Тревора Гурина, имеющего секретную связь с Грум Лейк. С неохотой Гарза берет Кларка в свою команду. С помощью картографических доказательств в доме подозреваемого и кодового слова «Энерво» они делают вывод, что Гурин был бывшим военным. Он крадет ещё несколько бомб из хранилища оружия Национальной гвардии и приступает к осуществлению своего плана по уничтожению инфраструктуры города, начиная с дорог. Этот эпизод и Enervo служат задними пилотными эпизодами для спин-оффа шоу «Новичок: Федералы». |            |                                          |                              |                                    |                  |             |                     |
| 74 | 20         | «Энерво» «Enervo»                        | Билл Роу                     | Алекси Хоули и Теренс Пол Винтер   | 3 апреля 2022    | 420         | 4.17                |
| Станция Мид-Уилшир и Отделение ФБР Лос-Анджелеса участвуют в гонке, чтобы остановить бомбы, которые были разбросаны по всему городу на борту отдельных фургонов. Сделав вывод, что целями являются все автострады, Кларк ведёт себя и Нолана в направлении одного из грузовиков и едва не врезается в него как раз перед тем, как он достигнет моста на автостраде. Грей и Гарза поднимаются в небо благодаря вертолёту ФБР, чтобы оттуда получить обзор, в то время как Брэдфорду, Чену и кавалькадам полиции Лос-Анджелеса и ФБР удается остановить оставшиеся фургоны, хотя один все ещё взрывается, убивая 17 человек. Гарза и Грей обращаются в отделение ЦРУ в Лос-Анджелесе в надежде на помощь, но его начальник Билл Август отказывает им, хотя и обещает заглянуть в секретное досье на Гурина. Брэдфорд и Нолан знакомятся с одной из бывших сотрудниц первого, Кейт Хилл, которая работает на ЦРУ, которая быстро закрывает их, но в ответ их закрывает полиция Лос-Анджелеса. Хилл показывает, что «Энерво» была тайной операцией, направленной на дестабилизацию зарубежных городов, возглавляемой Августом, а главным исполнителем был Гурин, настоящее имя которого Илья Шокоров. Кларк идёт по следу с помощью Зика, идентифицирующего русскую плитку шоколада, которая была у Гурина. Она встречает его возле аквариума перед тем, как они поссорятся перед приходом Нолана. Они выслеживают Шокорова в аквариуме, где он объясняет, что Август бросил его и его команду и оставил их умирать, а его террористические акты были местью Августу. Как раз в этот момент прибывают люди Августа, и завязывается перестрелка, когда они выбегают наружу, куда прибывают полиция Лос-Анджелеса и ФБР, чтобы арестовать людей Августа.                                         |            |                                          |                              |                                    |                  |             |                     |
| 75 | 21         | «День матери» «Mother’s Day»             | Лиза Демейн                  | Фредрик Котто и Дайана Мендес Буше | 3 апреля 2022    | 421         | 3.68                |
| Грей выражает поддержку желанию Нолана стать офицером по подготовке кадров, но предупреждает его, чтобы он ожидал возмездия от президента профсоюза после того, как противостоял ему ранее. Они отвечают на звонок на съемочной площадке, где Сабрина Фаулер объясняет, что другая женщина, Моника Дитмар, пыталась что-то украсть у неё, и они объявили её в розыск. Брэдфорд и Чен откликаются на звонок охранника, убегающего на «Порше» с машиной и ключами богатых людей, а Лопес и её свекровь становятся жертвами ограбления на дорогом ужине. По мере слияния трех расследований Лопес, Харпер, Брэдфорд и Чен понимают, что оба подозреваемых связаны, и, следовательно, все действия были спланированы. Грей и Нолан очищают квартиру и прилегающие территории, чтобы установить границу для Дэниела Трана, информатора банды, который решил ввести защиту свидетелей. Окружной прокурор Шон Дельмонте неохотно разрешает Трану навестить свою мать, но для этого он избегает защиты. Когда Грей и Нолан находят его, они убивают двух человек, посланных убить Трана, в то время как он убегает, третий тайком следует за ним. Нолану удается разоружить его и спасти Трана. Брэдфорд и Чен обнаруживают Монику и её мужа Джону Кэхилла в церкви, где они форсируют свою собственную свадьбу, но как только Моника замечает их, происходит перестрелка. Джона застрелен и ранен, в то время как Моника убегает. Когда Иону переводят в операционную, Лопес заманивает Монику в палату другого пациента, прежде чем арестовать её. Эверс решает занять более высокую должность в офисе окружного прокурора, следуя совету своей матери. Грей удивляет свою жену уроками верховой езды, но сообщает Нолану, что его переведут на новую станцию, заставляя его пропустить экзамен. |            |                                          |                              |                                    |                  |             |                     |
| 76 | 22         | «День в дыре» «Day in the Hole»          | Алекси Хоули                 | Алекси Хоули                       | 3 апреля 2022    | 422         | 3.65                |
| Нолан и Бейли отправляются в пограничный город Фронтера, где он должен провести свой «день в дыре» с местной полицейской стажеркой Габриэль Навар. Их звонки ограничены, и Нолан оценивает, что у неё все хорошо, пока остановка на обочине не приводит почти к перестрелке. Он отмечает, что она неправильно оценила риски. Человек, которого они арестовывают, Блэр Дарвилл, просит их отпустить его, пока его банда не заподозрила неладное, но Нолан отказывается. Её лидер прибывает и пытается подкупить Нолана, но когда он отказывается, банда расстреливает закусочную на вокзале в попытке вернуть Дарвилла. Совместными усилиями с Навар и Эллроем, парнем Нелл, они побеждают банду и арестовывают выживших, когда полиция прибывает на помощь. В Лос-Анджелесе Чен расследует обнаружение наркотиков в новой машине Тамары, которая, как оказывается, принадлежит Джейку Батлеру, двойнику Брэдфорда. Неохотно он соглашается пойти под прикрытием к боссу Батлера, Рою Хайеку, который даёт ему ещё одно задание. Чен с удивлением обнаруживает, что подруга Батлера — двойник самой себя, и ей поручено работать с Брэдфордом под прикрытием, хотя они изо всех сил пытаются создать подлинную предысторию для них двоих. Харпер подходит к Грею и просит остаться детективом после её отпуска по уходу за ребёнком, который он принимает и организует для Торсена прием нового сотрудника по подготовке кадров. |            |                                          |                              |                                    |                  |             |                     |

### Сезон 5 (2022—2023)
| № общий | № в сезоне | Название                                    | Режиссёр        | Автор сценария                 | Дата премьеры    | Произв. код | Зрители США (млн) |
| --- | ---------- | ------------------------------------------- | --------------- | ------------------------------ | ---------------- | ----------- | ----------------- |
| 77 | 1          | «Ставки удваиваются» «Double Down»          | Тори Гарретт    | Алекси Хоули                   | 25 сентября 2022 | 501         | 3.36              |
| В качестве награды за героическое отступление на границе Нолану предлагают «Золотой билет» — место работы в полиции Лос-Анджелеса по его выбору. У всех его коллег-офицеров есть предложения для него, но шеф настоятельно призывает его обдумать это, прежде чем принимать решение. В то время как Брэдфорд и Чен продолжают свое тайное задание с командой Хайека, Нолан и Грей помогают охранять здание суда для суда над Розалиндой Дайер. С помощью своего адвоката Розалинда сбегает. Грей собирает близких своих офицеров в участке для защиты, пока он, Нолан и Харпер помогают в розыске. Брэдфорд и Чен узнают о побеге по пути в Лас-Вегас, но Чен настаивает на продолжении задания. Они встречаются с Лопесом и Торсеном в казино и разрабатывают план уничтожения команды Хайека и их работодателя, но их прикрытие раскрывает бывший двойник Брэдфорда, Джейк. К счастью, Чену удается усмирить и арестовать команду. Розалинде удается сбежать из Лос-Анджелеса после ограбления и убийства родителей своего адвоката, а затем перерезать запястья Крису и оставить его умирать в квартире Чена, где она и Брэдфорд находят его, прежде чем они смогут противостоять своим чувствам друг к другу. |            |                                             |                 |                                |                  |             |                   |
| 78 | 2          | «День труда» «Labor Day»                    | Роб Шейденгланц | Элизабет Белл                  | 2 октября 2022   | 502         | 2.93              |
| Крис оправляется от полученных травм. Люси предлагают пойти в школу под прикрытием, но она колеблется, несмотря на поддержку со стороны самых близких ей людей. Нолан сдаёт экзамен на TO и планирует пройти сертификационный курс, и Грей разрешает ему быть Торсеном в качестве пробного запуска. Эти двое отвечают на проверку социального обеспечения и обнаруживают труп заместителя шерифа. Последующее расследование показывает, что помощник шерифа и группа его коллег работали под прикрытием против торговцев наркотиками, но вместо этого брали наличные у тех, кого они должны были арестовать. Умерший депутат оставил записи своего общения со своими коллегами, что доказывает их коррумпированность. Харпер находится в отпуске по беременности и родам и должна родить, но начинает с подозрением относиться к ней и соседям Джеймса. Как только раздаются выстрелы, Смитти прибывает и проводит расследование, но не находит никаких доказательств своих утверждений. Позже Харпер видит, как соседи кладут труп в багажник машины, и сообщает о своих подозрениях Грею. В ночь, когда она должна родить, соседи врываются в её дом, и один из них видит Джеймса как раз в тот момент, когда появляется Грей. Харпер удается справиться со вторым мужчиной самостоятельно и рожает девочку. В связи с расследованием заместителя шерифа Нолан выражает мнение, что, по его мнению, он не многому научил Торсена, но он уверяет Нолана, что его тактика была полезной. |            |                                             |                 |                                |                  |             |                   |
| 79 | 3          | «Дайрешки» «Dye Hard»                       | Бетани Руни     | Натали Каллахэн                | 9 октября 2022   | 503         | 3.12              |
| Месяц спустя Нолан закончил сертификацию TO, Люси закончила свой курс под прикрытием, а Харпер вернулась к работе. Нолану назначают новичка Селину Хуарес, и эти двое начинают с непростого старта после трагической остановки, которая пошла наперекосяк. В автомобиле обнаружен ковер, испачканный кровью, но, поскольку доказательства были получены незаконно, они не могут быть представлены в суде. Также выясняется, что ковер связан с исчезновением Джилл Баскин, чье дело взял на себя Харпер. Вместе с Лопесом и Харпером Нолан и Хуарес работают под прикрытием, чтобы проследить за предполагаемым похитителем Баскина Тайлером Харвином, но он сбегает. Просматривая улики, Хуаресу снится сон о том, где можно было бы держать Баскина. Нолан решает дать ей шанс после обновления их рабочих отношений, и они вдвоем обыскивают дом в лесу, где находят Баскина. Хуарес преследует Харвина и вступает с ним в драку, прежде чем Нолан находит её и арестовывает Харвина. Люси патрулирует в одиночку и заперта на старом складе во время проверки социального обеспечения. У неё есть прозрение после просмотра документа от Dye Hards, онлайн-группы, к которой присоединился Крис, изучая Розалинду Дайер. После того, как Брэдфорд и Торсен находят её, она и Крис обращаются в ФБР с подозрением, что Дайер является пользователем группы, которую они отслеживают по адресу в Сиэтле. Люси присоединяется к команде в городе и находит написанное кровью послание от Дайера на стене по указанному адресу, в котором говорится: «В следующий раз удачи». Бритт Робертсон и Феликс Солис зачислены в качестве специальных приглашенных звезд. |            |                                             |                 |                                |                  |             |                   |
| 80 | 4          | «Выбор» «The Choice»                        | Билл Роу        | Фрэдрик Котто                  | 16 октября 2022  | 504         | 3.08              |
| Реагируя на предполагаемую неотложную медицинскую помощь, Бейли попадает в мину-ловушку в полу старого дома. Её попадание в ловушку приводит к более сложной спасательной миссии для пожарного и полицейского департаментов, и все это время Нолан получает звонок от Розалинды Дайер. Она требует его сдаться ей, под угрозой смерти Бейли. Попытка спасти Бейли провоцирует срабатывание ловушки, затем резервуар начинает наполняться водой. Нолан оставляет подсказки для своих коллег, но его испытание заканчивается после того, как Дайер приказывает ему приехать к ней по пути сменив машину. Поиск материалов для строительства резервуара для ловушки приводят Харпер, Лопес и Торсен вместе с Лаурой Стенсен и Брэндоном Акрсом из офиса ФБР в Лос-Анджелесе на склад, где помощник Дайер, Джеффри Бойл хранил материалы и чертежи для изготовления ловушек для своих жертв. Первые трое замечают Бойла и преследуют его, но он запускает, заранее заложенные СВУ и скрывается. Склад взлетает на воздух, но преследователи успевают выбежать наружу. С заметками о том, как устроены ловушки, спасательной команде удается обесточить резервуар, одновременно активируя последнюю, прежде чем Бейли наконец извлекут из резервуара. Нолан прибывает на место встречи Дайер, и они вдвоем ужинают в последний раз, прежде чем она просит убить её. Следуя своей морали, Нолан не убивает Дайер и решает её арестовать. Однако, когда он сообщает полиции о задержании Дайер, она погибает от снайперской пули в голову. В этом эпизоде начинается перекрестное событие, которое завершается 4-м эпизодом 1-го сезона «Новичок: Федералы». Бритт Робертсон и Кевин Зегерс задействованы в качестве специальных приглашенных звезд. Данный эпизод также знаменует собой последнее появление Энни Вершинг, которая, позже умерла от рака 29 января 2023 года в возрасте 45 лет. |            |                                             |                 |                                |                  |             |                   |
| 81 | 5          | «Беглец» «The Fugitive»                     | Чери Ноулан     | Диана Мендес                   | 23 октября 2022  | 505         | 3.40              |
| Лопес находит свою мать у двери, которая объясняет, что на неё напал кто-то, утверждающий, что один из её сыновей должен быть осторожен. Харпер берется за дело, и Лопес вызывает всех своих братьев, кроме одного, который учится в Нью-Йорке. Ни один из них не признается, что знал о нападавшем на их мать, но позже Лопес узнает, что один из них, Дамиан, изменял жене бывшего члена банды, работавшего в его церкви. Она и Харпер также обнаруживают, что ещё один из её братьев, Бенни, оказался в долгу после того, как вложил деньги в фондовую биржу, и ростовщик пришел за ним. Они отправляются и арестовывают одинокую акулу за нападение на мать Лопеса. Нолан и Хуарес реагируют на автомобильную аварию, но водитель сбегает из машины скорой помощи по прибытии в больницу. Водитель, которого, как выяснилось, звали Роб Лукаси, ограбил дом и был застрелен мужчиной в целях самообороны. Больница закрыта, поскольку Лукаси пытается найти способ исцелить себя. Он переодевается медицинским работником, а затем врачом, прежде чем взять Хуареса в заложники. Однако ей удается усмирить его морфием под видом лечения его травм. Помогая в больнице, Брэдфорд попадает в больницу с последствиями предыдущего пулевого ранения. Он перенёс операцию и успешно выздоравливает, но его подруга Эшли расстается с ним. Грей также госпитализирован с пищевым отравлением после еды в ресторане с коллегами, оставив Смитти и Люси отвечать за станцию, а Люси удается успешно поддерживать все в рабочем состоянии, несмотря на то, что на станции не хватает половины персонала. |            |                                             |                 |                                |                  |             |                   |
| 82 | 6          | «Расплата» «The Reckoning»                  | Ланре Олабизи   | Леланд Джей Андерсон           | 30 октября 2022  | 506         | 3.52              |
| Нолан и Хуарес отвечают на денежный спор в банке, который, как позже выяснилось, был сожжен после ограбления. Сама Хуарес подозревает, что деньги прокляты после того, как женщина, Мэйси Томпкинс, с которой они познакомились в банке, найдена мертвой в роскошной квартире. Это произошло после того, как Харпер и Лопес начали расследование в сотрудничестве с Управлением по борьбе с наркотиками после того, как выяснилось, что деньги когда-то принадлежали контрабандисту наркотиков Уинслоу Харрису. У Хуарес есть ещё один сон, в котором она узнает, что Харрис отправится на лодке, что агент УБН подтверждает по своим старым делам. Вместе с Ноланом и Хуаресом они задерживают Харриса на пристани для яхт, который также объясняет, что случайно убил напарника агента. Помогая режиссёру с реквизитом, Брэдфорд теряет рацию. Режиссёр возвращает его Чену, который отправляет Брэдфорда и Торсена на охоту за ним. В конце концов она возвращает его, надеясь, что это поможет ему оправиться от разрыва с Эшли. Уэсли и Шон Дельмонте продолжают дело против Элайджи Стоуна, и Уэсли с удивлением узнает, что его бывшая девушка Моника является адвокатом защиты Стоуна. Она пытается изобразить и Уэсли, и полицию Лос-Анджелеса некомпетентными и изо всех сил старается сделать это дело личным для Уэсли. Несмотря на его предупреждения ей о том, что Стоун манипулирует, она также шантажирует Дельмонте, чтобы он отказался от дела. Позже Стоун встречает Уэсли за пределами офиса и предупреждает, что он ещё не видел его в последний раз. |            |                                             |                 |                                |                  |             |                   |
| 83 | 7          | «Перекрёстный огонь» «Crossfire»            | Джон Уэртас     | Глен Мадзара                   | 6 ноября 2022    | 507         | 3.02              |
| ССтоун подает в суд на полицию Лос-Анджелеса, конкретно против Уэсли, Лопеса, Нолана, Грея и Харпера за их участие в освобождении Лопеса из Ла Фиеры. Он также подает запретительный судебный приказ против Уэсли и приказывает ему публично извиниться перед прессой. Нолан и Хуарес расследуют убийство доктора Элвина Митчелсена, который был уже мертв, когда его застрелил бывший пациент. Сначала они обнаруживают, что его ударили ножом, но медицинское освидетельствование дополнительно добавляет, что он был отравлен. Его бывшая пациентка рассказывает, что застрелила Митчелсена из-за его жестокого обращения с наркотиками её отца, в то время как его жена рассказывает, что у него были проблемы с сердцем перед смертью. Нолан и Хуарес делают вывод, что это сокрытие того, что она на самом деле убила его отравлением. Торсен связывается с маленьким мальчиком Табином Кордоном после того, как он и Брэдфорд отвечают на жалобу на шум, но позже Табин раскрывается, что он брат Вина Кордона, члена женской банды Double K, возглавляемой Шаной Квелли, которую Харпер, Лопес и Чен расследуют на предмет убийства. Чен работает под прикрытием и устанавливает связи с Квелли, в то время как Табин временно воссоединяется со своей сестрой. Во время взыскания долгов Квелли намекает на то, что Вина убила жертву, которую расследовали Харпер и Лопес, и позже Вина арестована на пороге своей семьи. |            |                                             |                 |                                |                  |             |                   |
| 84 | 8          | «Ошейник» «The Collar»                      | Роберт Белла    | Паула Пурьер                   | 4 декабря 2022   | 508         | 3.75              |
| Торсен присоединяется к Харперу и Лопесу, следуя своему желанию стать детективом. Эти двое дают ему старое дело, которое нужно раскрыть, и ограничивают его возможностью задать им пять вопросов. Нолан и Хуарес пытаются остановить водителя, превышающего скорость, Пэм Уинфилд, но выясняется, что у неё на шее ошейник. Полиция направляет Уинфилд в безопасное место, и саперы пытаются избавить её от ошейника, но бомба взрывается после того, как она пытается открыть свою дверь. Брэдфорд и Чен обнаруживают другого водителя, Крейтона Митчелла, тоже с ошейником на шее. Однако он паникует, хватает садовые ножницы и умудряется снять ошейник. Позже он опознает нападавшего как Ричарда Дормера, коллегу по нефтяной компании, в которой они оба работают. Он также раскрывает мотивы Дормера, связанные с тем, что его сестра Сьюзен умерла в плену за границей, и компания безуспешно вела переговоры о её освобождении. Нолан, Хуарес, Харпер, Лопес и Торсен арестовывают Дормера в его доме без сопротивления. Его последняя цель — генеральный директор компании Генри Парсонс, которому он хочет принести извинения в прямом эфире. Полиция эвакуирует здание компании, а Нолан работает над тем, чтобы снять ошейник Парсонса. Парсонс приносит извинения, но Хуарес делает вывод, что Дормер хочет видеть его мертвым, несмотря на извинения; и приказывает Нолану перерезать красный кабель ошейника, обезвредив бомбу. Крис предлагает Чену поискать дом, что застает её врасплох, и она изо всех сил старается не отставать от него и разобраться в своих чувствах к Брэдфорду. |            |                                             |                 |                                |                  |             |                   |
| 85 | 9          | «Отыграть назад» «Take Back»                | Дэвид МакУиртер | Алекси Хоули                   | 4 декабря 2022   | 509         | 3.65              |
| Задержанный подозреваемый загадочным образом погибает, и во время расследования Джон Нолан узнает о Селине Хуарез то, что может лишить её работы. В это время Уэйд Грей вместе с супругой отправляется к дочери в Нью-Йорк, но они понимают, что её по-прежнему нет дома. |            |                                             |                 |                                |                  |             |                   |
| 86 | 10         | «Список» «The List»                         | Роберт Белла    | Винсент Энджелл                | 3 января 2023    | 510         | 4.69              |
| Джеймс вместе с детективом Найлой Харпер оказывается в эпицентре событий, когда преступники начинают грабить банк. Удастся ли команде поймать грабителей? У Тима и Люси наконец-то появляется возможность пообщаться ближе, но их свидание проходит не без сложностей. Этот эпизод начинает перекрестное событие, которое завершается 10-й серией 1-го сезона сериала «Новичок: Федералы». Нэнси Нэш-Беттс (Симона Кларк) и Джеймс Лезур (Картер Хоуп) отмечены как специальные приглашенные звезды. |            |                                             |                 |                                |                  |             |                   |
| 87 | 11         | «Нагие и мертвые» «The Naked and the Dead»  | Чи Юн Чунг      | Стеф Гарсия                    | 10 января 2023   | 511         | 4.03              |
| По просьбе брата Анджела отправляется на поиски его знакомого, но вскоре понимает, что он стал жертвой конфликта между бандами. Лопез и Найла оказываются в эпицентре перестрелки, а Люси пытается помочь жертве домашнего насилия, но это оказывается не так просто. |            |                                             |                 |                                |                  |             |                   |
| 88 | 12         | «Смертельное предупреждение» «Death Notice» | Тори Гарретт    | Бринн Мэлоун                   | 17 января 2023   | 512         | 4.78              |
| Джону Нолану в паре с Селиной Хуарез предстоит охранять клинику, пока в ней проводится операция заключённому. Аарон пытается выяснить, что стоит за несколькими ограблениями и обращается за помощью к Анджеле и Найле. Тем временем до Лопез доходят неожиданные известия. |            |                                             |                 |                                |                  |             |                   |
| 89 | 13         | «Папа-коп» «Daddy Cop»                      | Энн Рентон      | Фрэдрик Котто                  | 24 января 2023   | 513         | 4.37              |
| В городе становится аномально жарко, и повсеместно отключается электроэнергия. В это время Джон Нолан и Аарон находят преступников и продолжают распутывать дело, а Чен отправляется на вызов из-за подозрительного запаха. Люси и Харпер хотят предложить Тиму увлекательную работу взамен его текущей занятости. |            |                                             |                 |                                |                  |             |                   |
| 90 | 14         | «Смертный приговор» «Death Sentence»        | Фэй Бреннер     | Диана Мендес                   | 31 января 2023   | 514         | 4.77              |
| Бэйли Нун и офицер Джон Нолан начинают поиски того, кто стрелял недалеко от дома. Аарон и Люси пытаются помочь Тамаре — у ребёнка, за которым она смотрит, загадочным образом пропадает мать. Тем временем Уэсли начинает подозревать судью во взяточничестве. |            |                                             |                 |                                |                  |             |                   |
| 91 | 15         | «Афера» «The Con»                           | Билл Роу        | Леланд Джей Андерсон           | 14 февраля 2023  | 515         | 4.10              |
| Лопез готова на все ради безопасности своей семьи и предлагает Элайдже сделку. Тем временем Нолан и Бэйли отправляются в дом покойной матери Джона и встречают там человека, выдающего себя за её сына. Героям предстоит разобраться с темным прошлым Эвелин, в котором творилось много незаконных дел. |            |                                             |                 |                                |                  |             |                   |
| 92 | 16         | «Контакт» «Exposed»                         | Райан Крайзер   | Паула Пурьер                   | 21 февраля 2023  | 516         | 4.15              |
| Перед героями возникает новая задача — под управлением боевиков находится огромная машина, которая может взорваться в любой момент. Команде предстоит помешать взрыву, предотвратив большое количество жертв. Тем временем Джон, Селина, Найла и Аарон пытаются остановить распространение лихорадки Эбола. |            |                                             |                 |                                |                  |             |                   |
| 93 | 17         | «Враг внутри» «The Enemy Within»            | Ланре Олабизи   | Винсент Энджелл                | 28 февраля 2023  | 517         | 4.11              |
| Поведение Моники кажется подозрительным, но все же полицейские отправляются на встречу с Элайджей по её наводке. Им удается посадить его в тюрьму, но Монике продолжают поступать угрозы. Тем временем Селина погружается в дело своей сестры и узнает, о чём солгала её мать. В этом эпизоде начинается перекрестное событие, которое завершается 17-й серией 1-го сезона сериала «Новичок: Федералы». |            |                                             |                 |                                |                  |             |                   |
| 94 | 18         | «Двойные неприятности» «Double Trouble»     | Джон Уэртас     | Кэролайн Библия и Глен Мадзара | 21 марта 2023    | 518         | 3.95              |
| Двойник Тима и девушка, похожая на Люси, строят планы на будущее: они хотя устроиться на работу в обеспеченную семью и получить доступ к богатствам, которые они смогут украсть. Отсутствие каких-либо новостей о парне, похожем на Тима, привлекает внимание нескольких служб. |            |                                             |                 |                                |                  |             |                   |
| 95 | 19         | «Дыра в этом мире» «A Hole in the World»    | Т.К. Шом        | Бринн Мэлоун                   | 28 марта 2023    | 519         | 4.47              |
| Лопез находит совпадения в нескольких случаях похищения людей, и вскоре Нолан и Хуарез узнают о пропаже ребёнка. В деле замешан пожилой следователь, чьи действия и ответы на вопросы кажутся Нолану подозрительными. Тиму предстоит быстро принять непростое решение, которое может стоить ему жизни. |            |                                             |                 |                                |                  |             |                   |
| 96 | 20         | «З. С. Р.» «S.T.R.»                         | Чи Юн Чунг      | Натали Каллаган                | 18 апреля 2023   | 520         | 3.61              |
| К Брэдфорту обращается его бывшая жена с просьбой о помощи. Рэнди находится рядом с телом убитого, когда в помещение врываются полицейские, и оказывается замешан в крупное дело. Тем временем Тим и Изабель озабочены поисками Дары, а Бэйли не может устоять перед выпивкой." |            |                                             |                 |                                |                  |             |                   |
| 97 | 21         | «Под прикрытием» «Going Under»              | Энн Рентон      | Алекси Хоули и Бринн Мэлоун    | 25 апреля 2023   | 521         | 3.55              |
| Люси Чен становится агентом под прикрытием. Её цель — сорвать предстоящую нелегальную сделку по торговле оружием. Харпер и Нолан объединяются, чтобы поработать над делом о человеческих конечностях, которые находят по всему городу. Офицерам нужно разгадать тайну частей тела и остановить этот кошмар. |            |                                             |                 |                                |                  |             |                   |
| 98 | 22         | «В осаде» «Under Siege»                     | Билл Роу        | Алекси Хоули                   | 2 май 2023       | 522         | 4.33              |
| В одного из членов команды стреляют, и это ставит под угрозу всех остальных. Офицеры оказываются в смертельной опасности. Они понимают, что группа преступников в масках может сделать их подразделение своей мишенью. Выйти победителями из этой схватки будет очень непросто. |            |                                             |                 |                                |                  |             |                   |

### Сезон 6 (2024)
| № общий | № в сезоне | Название                               | Режиссёр      | Автор сценария                                    | Дата премьеры   | Произв. код | Зрители США (млн) |
| --- | ---------- | -------------------------------------- | ------------- | ------------------------------------------------- | --------------- | ----------- | ----------------- |
| 99 | 1          | «Ответный удар» «Strike Back»          | Билл Рой      | Алекси Хоули                                      | 20 февраля 2024 | 601         | 3.77              |
| После смерти Люка Морана полицейские понимают, что прямые нападения на них были отвлекающим манёвром, и Нолан предлагает проверять все зацепки для поиска истинной цели преступников. Из-за задержки в сигнале безопасности банка, Нолан прибывает туда и обнаруживает идущее ограбление, но вызвав подмогу попадает под шквальный огонь. Банда преступников убивает часть своих сообщников и бросив добычу сбегает. Спустя шесть недель появляется новая зацепка, когда член той банды попадает в больницу из-за аварии и берёт заложника. При обыске его дома находят телефон, благодаря которому удаётся отследить остальных преступников и арестовать в аэропорту. Тем временем Люси активно готовится к экзамену на детектива, но на месте нового преступления совершает ошибку и компрометирует улики. Аарон возвращается к полицейской службе, но лишь в офисе. Напарница Нолана, Селина, нервирует суевериями по поводу его последней смены перед предстоящей свадьбой. По рекомендации адвоката Моники Стивенс преступники убивают своего главаря банды снайперским выстрелом по дороге в тюрьму. |            |                                        |               |                                                   |                 |             |                   |
| 100 | 2          | «Молот» «The Hammer»                   | Алекси Хоули  | Алекси Хоули и Брайан Мэлоун                      | 27 февраля 2024 | 602         | 3.29              |
| Против Нолана подаёт иск пойманный им преступник, нанявший адвокатом Монику Стивенс. Скип Трейсер Рэнди по глупости утрачивает обручальное кольцо Нолана, которое попадает к преступнику по кличке «Молот», а Тим и Люси едут к нему для возвращения вещи. Харпер и Селина обнаруживают банду наркодилеров, распространяющих героин под видом цветочных горшков, но Селине не удаётся прижать распространителя. Свадьба Нолана подвергается серьёзным организационным проблемам, но в итоге всё успешно разрешается. Селина во время свадьбы одна уезжает к наркодилеру, согласившемуся стать информатором полиции, но её похищают. Большинство команды уезжает со свадьбы на полицейскую операцию по её освобождению. |            |                                        |               |                                                   |                 |             |                   |
| 101 | 3          | «Проблема в раю» «Trouble in Paradise» | ТиКей Шом     | Мадлейн Кохлэн и Глен Маззарра                    | 5 марта 2024    | 603         | 3.49              |
| Нолан и Бейли уезжают в медовый месяц, но почти сразу начинаются неприятности: к месту их уединения на пляже водой приносит мёртвую женщину, и они начинают поиск преступника, пока сами не оказываются похищенными. Для помощи, Харпер и Лопес присоединяются к этому делу. Люси сдаёт экзамен на детектива, но получает низкий балл. Нолан и Бейли спасают свой отдых, вернувшись домой. |            |                                        |               |                                                   |                 |             |                   |
| 102 | 4          | «Тренировочный день» «Training Day»    | Тори Гарретт  | Алекси Хоули, Фредрик Котто, Натали Каллаган      | 26 марта 2024   | 604         | 3.06              |
| Нолан и Хуарес приезжают на вызов о теле. Тело убитой женщины оказывается с подписью убийцы с пентаграммой, который разыскивается в связи с серией нераскрытых убийств. Некая старушка утверждает, что убийства совершил ее муж. Прибыв в дом старушки Нолан выясняет, что ее муж умер 7 лет назад. |            |                                        |               |                                                   |                 |             |                   |
| 103 | 5          | «Клятва» «The Vow»                     | Чи Юн Чанг    | Алекси Хоули, Винсент Энджелл, Диана Мендес       | 2 апреля 2024   | 605         | 3.40              |
| Нолан и Хуарес работают в ночные смены, на одном из вызовов находят маленького ребенка, потерявшего родителей. Нол ан предлагает Бейли на несколько дней дают приют девочке, попутно выясняя отношение к детям в семье. Брэдфорда настигает прошлое, их отношения с Люси становятся натянутее. |            |                                        |               |                                                   |                 |             |                   |
| 104 | 6          | «Секреты и ложь» «Secrets and Lies»    | Билл Роу      | Алекси Хоули, Элизабет Билл, Лиланд Джей Андерсон | 9 апреля 2024   | 606         | 3.31              |
| Брэдфорд и Лопес следят за старым сослуживцем Брэдфорда. Торсон и Харпер расследуют давнее дело, по которому было получено признание действующим прокурором. Брэдфорда переводят в патруль. Нолан и Бейли решают завести своего ребенка |            |                                        |               |                                                   |                 |             |                   |
| 105 | 7          | «Раздавленный» «Crushed»               | Тори Гарретт  | Алекси Хоули, Бринн Мэлоун, Натали Каллаган       | 30 апреля 2024  | 607         | 3.72              |
| Когда пропадают два подростка, задача всей команды - найти девочек и раскрыть правду об их исчезновении. Тем временем Лопес и Харпер проводят расследование другого рода - ищут идеальную няню. |            |                                        |               |                                                   |                 |             |                   |
| 106 | 8          | «Перфокарта» «Punch Card»              | Ланре Олабиси | Алекси Хоули, Винсент Энджелл, Фредрик Котто      | 7 мая 2024      | 608         | 2.87              |
| Брэдфорд начинает посещать психотерапевта. Хуарес переезжает к Чен, вместо Тамары. Брэдфорд и Торсон в помощь Метро следят за складом, в ходе операции на складе происходит взрыв, в котором пострадала вся команда Метро. Совершено нападение на адвоката Монику Стивенс. В больницу, в которой находятся Стивенс, Нолан и Бейли, привозят членов двух группировок после перестрелки. |            |                                        |               |                                                   |                 |             |                   |
| 107 | 9          | «Сжатие» «The Squeeze»                 | Майкл Гой     | Алекси Хоули, Диана Мендес, Лиланд Джей Андерсон  | 14 мая 2024     | 609         | 2.98              |
| Ведётся расследование самоубийства Мэддога. Моника нанимает телохранителя. Доктор Лондон шантажирует детектива Пирсона, с целью обвинить Брэдфорда в убийстве Мэддога. Выясняется, что няня которую наняли Лопес и Харпер, раньше работала у мафиози. Нолан и Хуарес выясняют, кто именно сливает информацию в полиции. |            |                                        |               |                                                   |                 |             |                   |
| 108 | 10         | «План побега» «Escape Plan»            | Билл Роу      | Алекси Хоули и Мадлен Коглан                      | 21 мая 2024     | 610         | 3.14              |

### Сезон 7 (2025)
| № общий | № в сезоне | Название                                                     | Режиссёр       | Автор сценария                     | Дата премьеры   | Зрители в США (млн) |
| --- | ---------- | ------------------------------------------------------------ | -------------- | ---------------------------------- | --------------- | ------------------- |
| 109 | 1          | «Выстрел» «The Shot»                                         | Алекси Хоули   | Алекси Хоули                       | 7 января 2025   | 3,41                |
| Лос-Анджелесская полиция (LAPD) проводит облаву на дом в поисках Джейсона Уайлера и Оскара Хатчинсона, но вместо них сталкивается с четырьмя не связанными между собой преступниками, что приводит к перестрелке и погоне, в которой участвуют Тим, Люси, Селина и Нолан. Все четверо подозреваемых задержаны, но Джейсон и Оскар всё ещё на свободе. Селина сообщает, что Аарон Торсен перевёлся в другое подразделение из-за преступлений Блэр Лондон. Люси получает повышение до уровня P3 и начинает обучать новичка по имени Сет Ридли, в то время как Тим тренирует новичка Майлза Пенна, чья самоуверенность постоянно вызывает конфликты. Селина и Нолан становятся свидетелями ограбления аптеки, но Нолан не решается выстрелить, из-за чего погибает мирный житель. Люси и Тим заключают пари, чей новичок окажется лучше. Позже Сет загрязняет место преступления, вырвав после того, как находит одного из грабителей аптеки, умершего от передозировки. Однако позже он признаётся, что его стошнило из-за воспоминания о передозировке его девушки в старшей школе. Тем временем самоуверенность Майлза продолжает мешать процессу обучения. Полиция Лос-Анджелеса и ФБР объединяются, чтобы остановить преступников, перевозящих ядерное устройство, осторожно преследуя их, чтобы не допустить детонации. Погоня заканчивается пешей погоней и противостоянием, в ходе которого Нолан успешно обезвреживает подозреваемого, тем самым искупая свою прошлую ошибку. Вернувшись домой, Нолан размышляет об отсутствии Бэйли, которая уехала за границу из-за угрозы со стороны Оскара и Джейсона. Также становится известно, что Майлз — бездомный и живёт в своей машине. |            |                                                              |                |                                    |                 |                     |
| 110 | 2          | «Наблюдатель» «The Watcher»                                  | Билл Рой       | Натали Кэллаган                    | 14 января 2025  | 3,45                |
| Селина и Нолан преследуют подозреваемого, который запирается в лестничной клетке, но находят его уже закованным в наручники таинственным мстителем в маске, известным как «Наблюдатель». Селина начинает свой первый день в гражданской одежде, в то время как Сет опаздывает на утреннее построение. Тим обнаруживает, что Майлз живёт в машине, и предупреждает его, что если он не найдёт жильё в течение 24 часов, то будет исключён из полиции Лос-Анджелеса. Харпер и Лопес временно возвращаются на патрулирование. Во время пешего патрулирования Люси и Сет сталкиваются с мужчиной, которого подстрелил тот самый мститель, но Сет не фиксирует важные детали, за что получает выговор от лейтенанта Грея. Позже он признаётся Люси, что ранее болел раком. Селина и Нолан реагируют на случай домашнего вторжения, в ходе которого пожилой мужчина по ошибке ранит свою внучку, приняв её за грабителя. Этот инцидент вызывает напряжение между Селиной и Ноланом из-за разногласий в распределении лидерства в её день в гражданке. Харпер, Лопес, Тим и Майлз разрабатывают план и ловят человека, которого считают Наблюдателем, но вскоре выясняется, что это подражатель. Вся команда собирается у дома настоящего Наблюдателя и задерживает как самого мстителя, так и членов банды «Шестая улица», которые ворвались на территорию. Позже Нолан навещает травмированного дедушку в больнице, а Майлз переезжает к Смити в его трейлер. |            |                                                              |                |                                    |                 |                     |
| 111 | 3          | «Из своего кармана» «Out of Pocket»                          | Тесса Блэйк    | Дженни Линн                        | 21 января 2025  | 3,34                |
| Нолан устанавливает в своём доме систему безопасности, ожидая, что Джейсон может попытаться проникнуть внутрь. Вскоре сигнализация действительно срабатывает, но причиной оказывается женщина, случайно забредшая на участок Нолана. Уэсли слушает записи сеансов Блэр Лондон и обнаруживает, что детектив Кит Грэм оказывает Лопес знаки внимания. Грей узнаёт, что Тим и Люси заключили пари по поводу своих стажёров, и в ответ на это меняет их местами. Рэйчел возвращается из Нью-Йорка после того, как потеряла работу, и переезжает к Люси. Нолан и Селина продолжают поиски улик, чтобы выйти на след Джейсона. Тем временем Люси и Тим сталкиваются с проблемами из-за новых стажёров, и им временно приходится вернуться к прежнему распределению. Они становятся свидетелями того, как два автомобиля проезжают через место преступления в погоне за мотоциклом. Преступник захватывает женщину в заложники в её доме. Несмотря на приказ не вмешиваться, Майлз и Сет входят в дом и арестовывают подозреваемого. В результате их наказывают, ограничив работу станцией до конца смены. Выясняется, что Джейсона хотят убить другие преступники, но Нолан настаивает на том, чтобы арестовать его — в соответствии со своими моральными принципами. Уэсли, Джеймс, Харпер и Лопес устраивают совместный ужин, который заканчивается напряжённой ссорой. Нолан всю ночь следит за наёмным убийцей по имени Мальвадо, который собирается убить Джейсона и стреляет в охранника. Майлза и Сета отпускают без наказания, так как они неожиданно стали звёздами социальных сетей. Нолан опаздывает, продолжая преследовать Мальвадо, и в итоге арестовывает его. Остальная команда находит Нолана и спасает охранника, но Мальвадо удаётся сбежать. Бэйли неожиданно возвращается домой, чем удивляет Нолана. |            |                                                              |                |                                    |                 |                     |
| 112 | 4          | «Опускается тьма» «Darkness Falling»                         | Джон Хайамс    | Мэделин Кохлэйн                    | 28 января 2025  | 2,56                |
| Селина и Бэйли временно меняются домами, чтобы сбить Джейсона с толку. Тем временем Уэсли возвращается в офис окружного прокурора и доверяется Дел Монте, признаваясь, что чувствует себя неловко из-за влюблённости детектива Грэма в Лопес. Нолан и Селина реагируют на аварию, где Селина берёт инициативу на себя. Сет плохо справляется с ситуацией и позже признаётся Майлзу, что его девушка погибла в автокатастрофе, а не от передозировки, как он говорил раньше, что вызывает подозрения у Люси. Майлз не проверяет должным образом автомобиль, за что Тим назначает ему дополнительные часы обучения. Нолан находит живого человека в багажнике, что приводит к раскрытию дела Харрисона Новака — оказывается, он убил нескольких молодых женщин. Уэсли и Дел Монте особенно потрясены, так как три года назад они добились оправдания Новака. Новак звонит Уэсли и спрашивает, не хочет ли он снова быть его адвокатом, но Уэсли сообщает об этом Дел Монте, который уведомляет Лопес. Полиция Лос-Анджелеса отслеживает и арестовывает Новака, изымая тела всех найденных жертв. В это время Бэйли возвращается в свою квартиру за вещами и замечает, что за ней следит Мальвадо. Она подкрадывается к нему, наставляет оружие и требует объяснений. Тот утверждает, что ищет Джейсона, и оставляет ей свой незарегистрированный номер. Нолан и Селина приезжают и увозят Бэйли в участок для её безопасности. Во время допроса Новак заявляет, что половина тел — не его жертвы, и раскрывает, что у него есть подражатель — человек, с которым он вместе находился в психиатрической клинике. Лопес и Харпер отправляются на расследование в указанное учреждение, но не находят там ничего подозрительного. Однако, покидая территорию, они замечают соседнее здание с таким же зелёным тентом, каким были укрыты жертвы. При осмотре они находят раненого мужчину — Лопес помогает ему выбраться, но Харпер получает укол неизвестным веществом от подражателя, после чего временно теряет чувствительность в ногах. Прибывает подкрепление, и офицеры LAPD оцепливают место происшествия, а Харпер срочно доставляют в больницу. Грей сообщает Нолану, что Джейсон направляется на восток. Бэйли возвращается жить к Нолану, но тайно сохраняет номер Мальвадо. |            |                                                              |                |                                    |                 |                     |
| 113 | 5          | «Пока смерть не разлучит» «Til Death»                        | Дженнифер Линч | Ник Харвитц                        | 4 февраля 2025  | 2,55                |
| Патологический лгун, новобранец Сет, признаётся наставнице Люси, что обе рассказанные им в своё оправдание истории были ложью. Беглый уголовник Джейсон, бывший муж Бейли, подсылает свою любовницу к дому Нолана и затем похищают Бейли, но той удаётся дать отпор и сбежать. Бейли даёт наводку охотнику за головами по имени Мальвадо и тот преследует Джейсона параллельно с Ноланом. Когда Нолан загоняет Джейсона в тупик, то Мальвадо убивает Джейсона из снайперской винтовки и сбегает. Люси решает отчислить Сета из рядов полиции, но не успевает переговорить с начальником участка, как Сет прикрывается новой ложью о своём якобы раке. Нолан навещает супругу в больнице и обнаруживает у неё одноразовый телефон, использованный для связи с Мальвадо, что делает её соучастницей заказного убийства. |            |                                                              |                |                                    |                 |                     |
| 114 | 6          | «Благотворительный вечер» «The Gala»                         | Лэнри Олабиси  | Мойра Кирленд                      | 11 февраля 2025 | 2,77                |
| На полицейском мероприятии в честь дня святого Валентина Тим и Люси регистрируют сообщения о преступлениях, которые могут сообщать люди о своих бывших преступных партнёрах. Один из мужчин отказывается выдать свою бывшую подругу из-за любви к ней, однако брошенная женщина напротив сообщает о своём бывшем, занимавшимся контрабандным ввозом тигра, за что Тим с Люси его и задерживают. Тем временем Нолан и Селина расследуют дело о пропавшей молодой девушке по заявлению её отца, позднее к ним присоединяются Тим и Майлз и они успешно арестовывают преступника. Разнимая драку, Тим получает лёгкую травму, а когда Люси помогает ему перевязать рану, они занимаются сексом. Нолан наедине ругает Бейли и они ссорятся, вследствие чего разбивают её телефон-улику и Бейли в гневе уходит, отказываясь дальше общаться. |            |                                                              |                |                                    |                 |                     |
| 115 | 7          | «Микки» «The Mickey»                                         | Тара Мили      | Аманда Мерседес                    | 18 февраля 2025 | 3,31                |
| В последний рабочий день Селины в качестве новобранца, их с Ноланом машину угоняют, но угонщиков успешно ловят и они идут на сделку, сдав более серьёзного преступника. Люси категорически не доверяет новобранцу Сету из-за его нечестности, но когда её соседка Тамара сообщает о наркодилере среди студентов, она позволяет Сету в качестве парня Тамары пойти под прикрытием на контрольную закупку наркотиков. Но из-за того, что он самовольно отклоняется от плана, всё едва не идёт наперекосяк, что ещё более ухудшило мнение Люси об его надёжности. Приехав на вызов, Бейли помогает Диане, администратору приюта для женщин, отбиться от агрессора и позднее пообщавшись с ней, удаётся откровенно поговорить с Ноланом с целью наладить отношения. |            |                                                              |                |                                    |                 |                     |
| 116 | 8          | «Пожар» «Wildfire»                                           | Майкл Гои      | Брайан Мэлоун                      | 25 февраля 2025 | 3,12                |
| Из-за вспыхнувшего лесного пожара и последовавшего хаоса, предполагаемый серийный убийца Глассер пользуется этим для похищения бездомного. Харпер удаётся разговорить его жену и сына, которые осознав вину дают наводку и полицейской удаётся настигнуть преступника. Тим и Люси оказываются в окружении пламени из-за того, что Сет намеренно не сообщил им о перекрытии огнём пути отступления. Их паре удаётся выжить, зарывшись в грунт и накрывшись огнестойким одеялом, пропустив пожар над собой. Сет пытается скрыть своё бездействие, но они всё же подозревают его в злых намерениях. В общественном приюте полицейский Джеймс спорит с женщиной Кайли, которая неожиданно целует его, что замечает Нолан. Почти сразу член банды, охотящийся за Кайли, из проезжающей машины очередями обстреливает людей, тяжело ранив Джеймса и Кайли. |            |                                                              |                |                                    |                 |                     |
| 117 | 9          | «Поцелуй» «The Kiss»                                         | Билл Рой       | Элизабет Дэвис Бэлл, Фредрик Котто | 11 марта 2025   | 3,29                |
| Сразу после обстрела Селина оказывает помощь раненым, пережав раны и вызвав скорую, чтоб отвезти раненых в больницу. Там Нолан встречается с Бейли, которая всё ещё не живёт с ним, но она теряет сознание от обезвоживания и супруг настаивает на её нахождении в медчреждении. Стрелка опознают как мужчину по имени Коннор и Тим с Люси пытаются преследовать его, но остаются с пострадавшей, когда тот сбивает пожилую женщину на проезжей части. Уэсли, с которым поделился информацией Нолан, рассказывает о поцелуе командиру Грею, и тот санкционирует обыск в доме Харпер, где находят фото Джеймса и разыскиваемого преступника, что кидает подозрение на полицейских. Работница прокуратуры, имеющая зуб на Грея, самовольно допрашивает Харпер и угрожает Грею, чтобы он отстранил подчинённую от службы. Позднее Нолан изучает материалы дела и затем ему с Тимом и Люси удаётся задержать настоящего преступника. Джеймс приходит в сознание и рассказывает, что поцелуй был случайным, выражая Харпер свою преданность. Находясь в больнице, Бейли подозревает в двух парнях с ожогами, что они получили их не от термического, а от химического горения лаборатории по производству метамфетамина. Выловив там же Селину, последняя арестовывает преступников, признавшихся в ограблении такой лаборатории. |            |                                                              |                |                                    |                 |                     |
| 118 | 10         | «Сеющий хаос» «Chaos Agent»                                  | Таша Смит      | Алекси Хоули                       | 18 марта 2025   | 3,27                |
| Новый день у полиции начинается с поручения новобранцу Роджу поймать енота в участке, Нолан с Люси расследуют дело о нападении с ножом на трёх девушек в парке, а оставшиеся полицейские должны разбираться с толпой заключённых, которых временно перевезли в участок из-за бунта в тюрьме, но ситуация осложняется сначала отключением компьютерной системы, а затем выключением электричества. Нолан с Люси, к которым затем присоединяются Лопес и Уэсли, выясняют, что маньяка в парке не было, а двух девушек напасть на третью подругу подтолкнул чат-бот, который затем зацикливается на Нолане. Тем временем Люси заподозрила новобранца Сета в новой лжи и выясняет, что его якобы лечащий врач на самом деле прикрывает неподтверждённые диагнозы липовыми справками. Получив эти сведения, Люси подключает к вопросу Тима и командира Грея, которые настаивают на немедленной сдаче Сетом анализов. Тот категорически отказывается и его сразу же увольняют. |            |                                                              |                |                                    |                 |                     |
| 119 | 11         | «Скорость» «Speed»                                           | Дэрин Окада    | Натали Кэллаган                    | 25 марта 2025   | 3,72                |
| В рамках борьбы с преступностью на транспорте, Селина с Ноланом в гражданской одежде и под прикрытием отправляются в поездку на автобусе. События быстро принимают скверный оборот, когда двое братьев берут в заложники пассажиров и требуют выкуп в криптовалюте с кошелька, арестованного ФБР. В ходе потасовки один из братьев получает пулю, а второго удаётся убедить отправить его в больницу в обмен на свободу части заложников. Тем временем Лопес и Харпер пытаясь проверить дом, связанный с братьями, натыкаются на ловушку с автоматизированной огневой точкой. Когда выясняют, кто мог установить ловушку, то связывают её с женщиной, которую под видом заложницы уже выпустили из автобуса и она скрылась, украв ключ-карту доступа госслужащего из числа заложников для ранее разыскиваемой Моники Стивенс. В то же время на новобранца Майлза грозится подать в суд отец его бывшей девушки за сорванную свадьбу, что грозит тому отчислением из рядов полиции. Майлз принимает решение продать единственную ценность в виде своего чемпионского кольца для возмещения свадебных расходов. |            |                                                              |                |                                    |                 |                     |
| 120 | 12         | «Первоапрельские розыгрыши» «April Fools»                    | Райан Крэйзер  | Аманда Мерседес                    | 1 апреля 2025   | 3,27                |
| Люси с Тимом используют 1-е апреля как повод замутить на один день. Нолану дают нового новобранца, от которого отказался опытный полицейский, и оказалось что новичок крайне необученный и неквалифицированный. Но к концу дня Нолан решает оставить его в программе обучения, переведя в более спокойный участок. Уэсли назначают на провальное судебное дело за день до рассмотрения и тому надо решить, отказаться ли от обвинения или взяться вести. Он просит помощи у Лопес и Харпер, и те выясняют сговор между обвинителем и основным свидетелем, дающим ложные показания. Тим сталкивается с неадекватной стажёркой по пиару полиции в соцсетях, которая публикуя от имени полиции фейковые сообщения провоцирует беспорядки во всём районе. |            |                                                              |                |                                    |                 |                     |
| 121 | 13         | «Три билборда» «Three Billboards»                            | Джина Ламар    | Алекс Бискис, Челси Урич           | 8 апреля 2025   | 3,21                |
| В день, когда у Нолан с Бейли назначена встреча с соцработником в целях усыновления ими ребёнка, по городу появляются билборды и плакаты, обвиняющие Нолана и других полицейских в коррупции. Новобранец Майлз посещает вечеринку своего приятеля, ставшего известным футболистом, но всё сильно ухудшается, когда он встречает там крайне пьяную подругу Люси, а позднее начинается перестрелка. Патрулировавшая в одиночку Селина приезжает в дом подозреваемого, но увидев пытаемую жертву не может помешать ему сбежать. Прибывшие в то же время ей на помощь Нолан и Люси также не могут задержать преступника, так как он швыряет в них боевую гранату. Нолан с Бейли повторно встречаются с соцработником, которая категорически отказывает в разрешении на усыновление, но те рассматривают найм адвоката для этой процедуры. |            |                                                              |                |                                    |                 |                     |
| 122 | 14         | «Без ума от убийств» «Mad About Murder»                      | Дин Тай        | Мэделин Кэхлейн                    | 15 апреля 2025  | 2,97                |
| Домой к Тиму приходит мужчина, утверждающий, что получил домашние адреса полицейских на сайте наёмных убийц в даркнете. Тим задерживает пришедшего и начинает расследование, которое осложняется гибелью киллеров-любителей. Просмотрев записи смерти киллера, Нолан опознаёт профессионального убийцу Мальвадо, которого позднее совместно с ФБР пытаются поймать в гольф-клубе, но убивают при оказании им сопротивления аресту. Слушая подкаст, Люси узнаёт, что мать Селины даёт блогерше интервью о погибшей сестре Селины. Придя по адресу частной студии, полицейские встречают там девушку, разыскивающую свою беременную сестру, и начинают розыск. |            |                                                              |                |                                    |                 |                     |
| 123 | 15         | «Смертельный секрет» «A Deadly Secret»                       | Эшли Уильямс   | Ник Харвитц                        | 22 апреля 2025  | 2,83                |
| Вся серия построена в стиле документальных хроник и интервью офицеров полиции, которые рассказывают историю, связанную с пропажей людей в психиатрической больнице Вествью. Несмотря на попытки конспирологов доказать, что заброшенный корпус населён привидениями, Нолан и Селина вместо этого обнаруживают огромный преступный заговор с применением психотропных препаратов, влияющих на сознание людей, а также находят невредимой последнюю пропавшую, провалившуюся под пол в потайную комнату. В то же время Том и Люси, работая по делу этого медучреждения, случайно получают дозу сыворотки правды и откровенно обсуждают свой разрыв, а Люси сбалтывает, что простила все проступки Тима. |            |                                                              |                |                                    |                 |                     |
| 124 | 16         | «Возвращение» «The Return»                                   | Джон Терлески  | Мойра Кирленд                      | 29 апреля 2025  | 2,84                |
| Ранее уволенный из новобранцев патологический лгун Сет Ридли возвращается в программу полицейского обучения, выиграв суд, в котором соврал будто ничего не знал о фальшивом диагнозе рака, и обвинив врача в страховой афере. Нолана снова назначают наставником Сета и их экипаж прибывает на вызов по тревожной кнопке. Там они застают случайного покупателя, который содействует аресту и успешно отговаривает вооружённого грабителя сопротивляться. При проверке данных этого свидетеля полиция обнаруживает, что тот не отбыл уголовное наказание и был выпущен из тюрьмы по канцелярской ошибке, а потому должен быть возвращён в место заключения, несмотря на новую добропорядочную жизнь с женой и ребёнком. Тем временем Тим и Майлз арестовывают блогера соцсетей, который подвергает опасности окружающих и дурачит своих фанатов, наживаясь на их реакции. Он уговаривает фанатку внести за него залог и настраивает подписчиков против Уэсли и Анджелы. Однако Анджеле с подругой удаётся переубедить поклонницу блогера и та сливает в сеть компрометирующие его видео, где он оскорбляет и унижает своих фанатов. Нолан и Сет не смогли задержать бывшего свидетеля, т.к. мужчина бросается в бега, а затем с помощью жены пытается у контрабандистов купить проводку через границу. Установив его местоположение и прибыв туда, завязывается перестрелка, в ходе которой новобранца, прикрывающего Нолана, тяжело ранят в ногу и в больнице хирурги производят её ампутацию, что заканчивает будущую карьеру офицера патруля. Там же Сет признаётся Тамаре в своей лжи, хотя ранее дарил ей помолвочное кольцо, но она разрывает с ним отношения. Люси повторно сдаёт экзамены на сержанта и они с Тимом решают, как им строить отношения, когда та получит повышение и они будут равны в званиях. |            |                                                              |                |                                    |                 |                     |
| 125 | 17         | «Мятеж и награда» «Mutiny And The Bounty»                    | TBA            | Брайан Мэлоун                      | 6 мая 2025      | TBA                 |
| 126 | 18         | «Хороший, плохой и Оскар» «The Good, the Bad, and the Oscar» | Неизвестно     | Неизвестно                         | 13 мая 2025     | TBA                 |